# 金田一耕助の小径

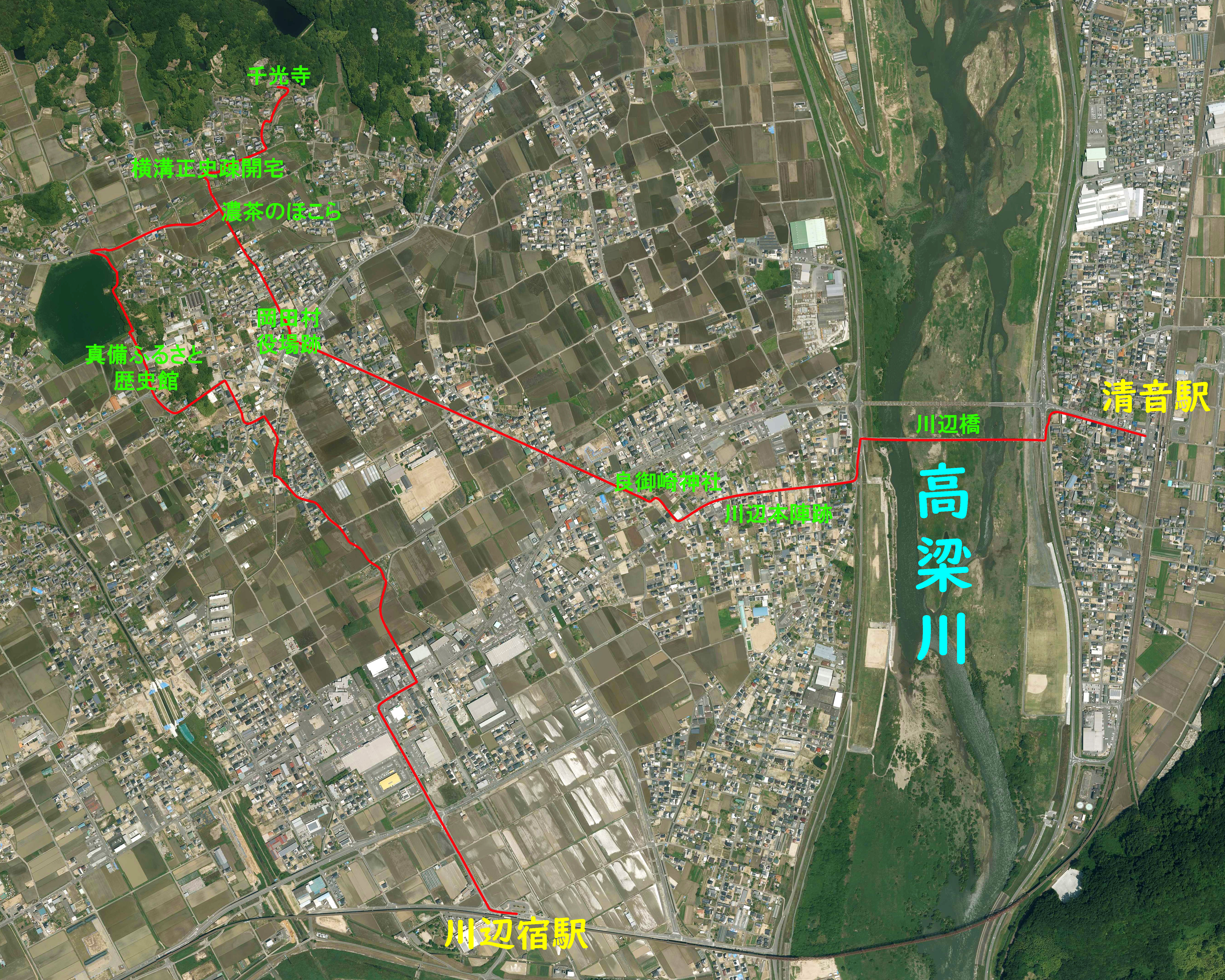
ウォーキングコースの概略を示した空中写真。
。2020年6月16日撮影の3枚を合成作成。

金田一耕助の小径（きんだいちこうすけのこみち、英: Kōsuke Kindaichi's Walk）は、推理小説家の横溝正史が創造した名探偵・金田一耕助が初登場した『本陣殺人事件』の舞台をはじめ、横溝正史疎開宅などを巡る、岡山県倉敷市真備町のウォーキングコースである。『本陣殺人事件』で金田一耕助が初登場の際に降り立った清音駅を始点として、横溝正史が疎開していた真備町岡田地区にかけて、横溝と金田一にまつわる地所を散策する道程となっている。
コースの前半は、清音駅から岡田地区まで『本陣殺人事件』の舞台を巡る道程となっている。コースの後半は、岡田地区から終点の川辺宿駅までを巡る道程で、途中に金田一シリーズのうち「岡山もの」の登場人物のキャラクター像が設置されており、「金田一耕助ミステリー遊歩道」と名付けられている。

## 主な施設・史跡・道路
以下は「巡・金田一耕助の小径」実行委員会発行の『巡・金田一耕助の小径 ミステリーガイドブック』の「金田一耕助になりきって『本陣殺人事件』の軌跡を歩こう！」に紹介されている施設・史跡・道路である。記載順も基本的に同記事に基づくが、説明の便宜上、若干記載順や記載名称などを変更している（同書2 - 3ページに掲載の「巡・金田一耕助の小径『本陣殺人事件』ウォーキングマップ」も参照）。

### 清音駅
清音駅はJR西日本伯備線と井原鉄道の駅である。
金田一耕助が『本陣殺人事件』で初登場の際に降り立ったのが「清―駅」（=清音駅）である。
「金田一耕助の小径」の出発点である西口駅前では、日の丸タクシーの隣の神崎自転車預かり所でレンタサイクル「金田一自転車」の貸し出しができる（事前要予約）。「金田一自転車」は2021年10月 - 12月、横溝正史作家デビュー100周年記念として作成されたもので、『悪魔の手毬唄』で金田一耕助が乗った黒いクラシカルな自転車を再現したものである。

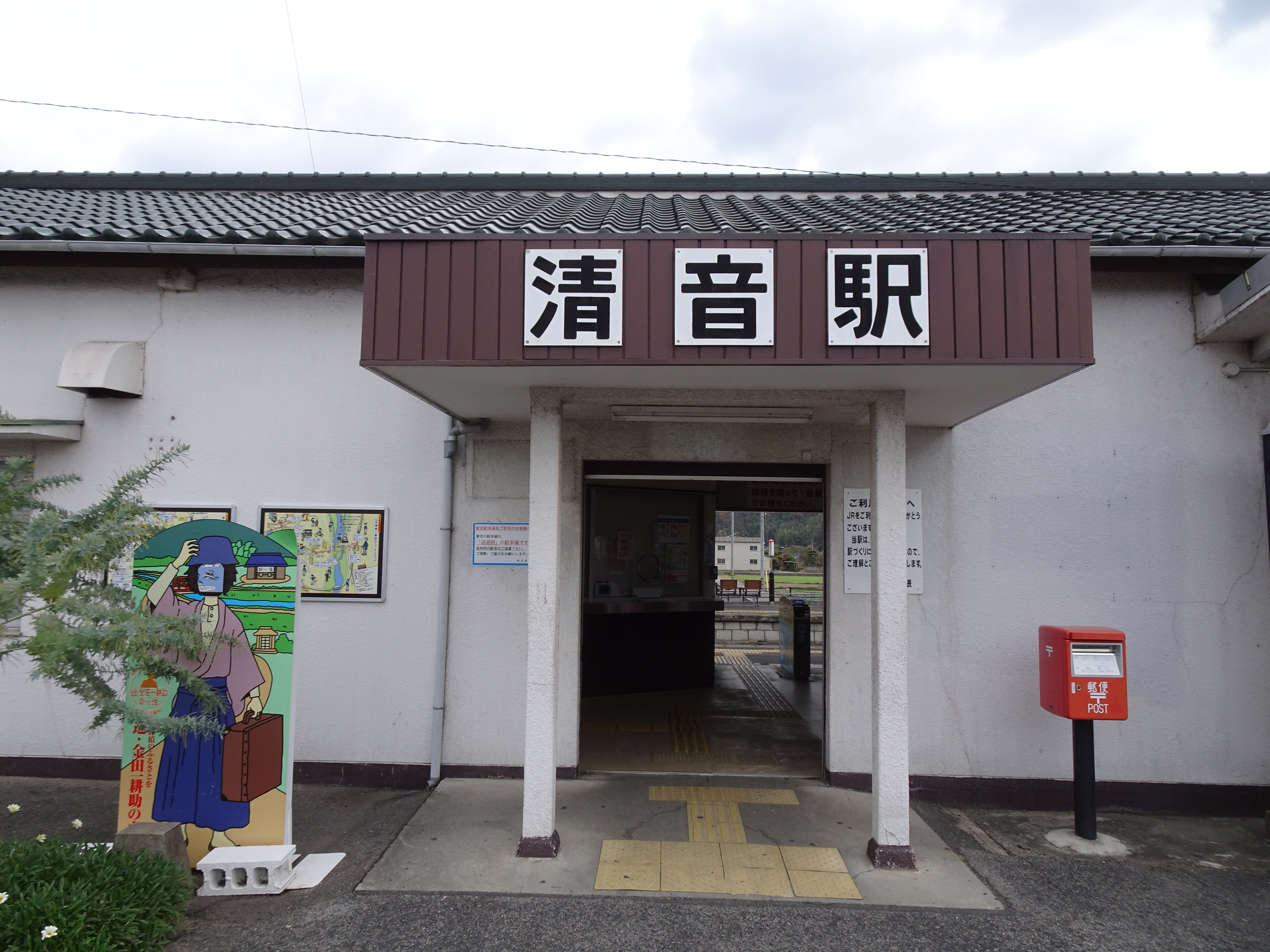
JR清音駅西口前 左端は金田一耕助の顔出しパネル。
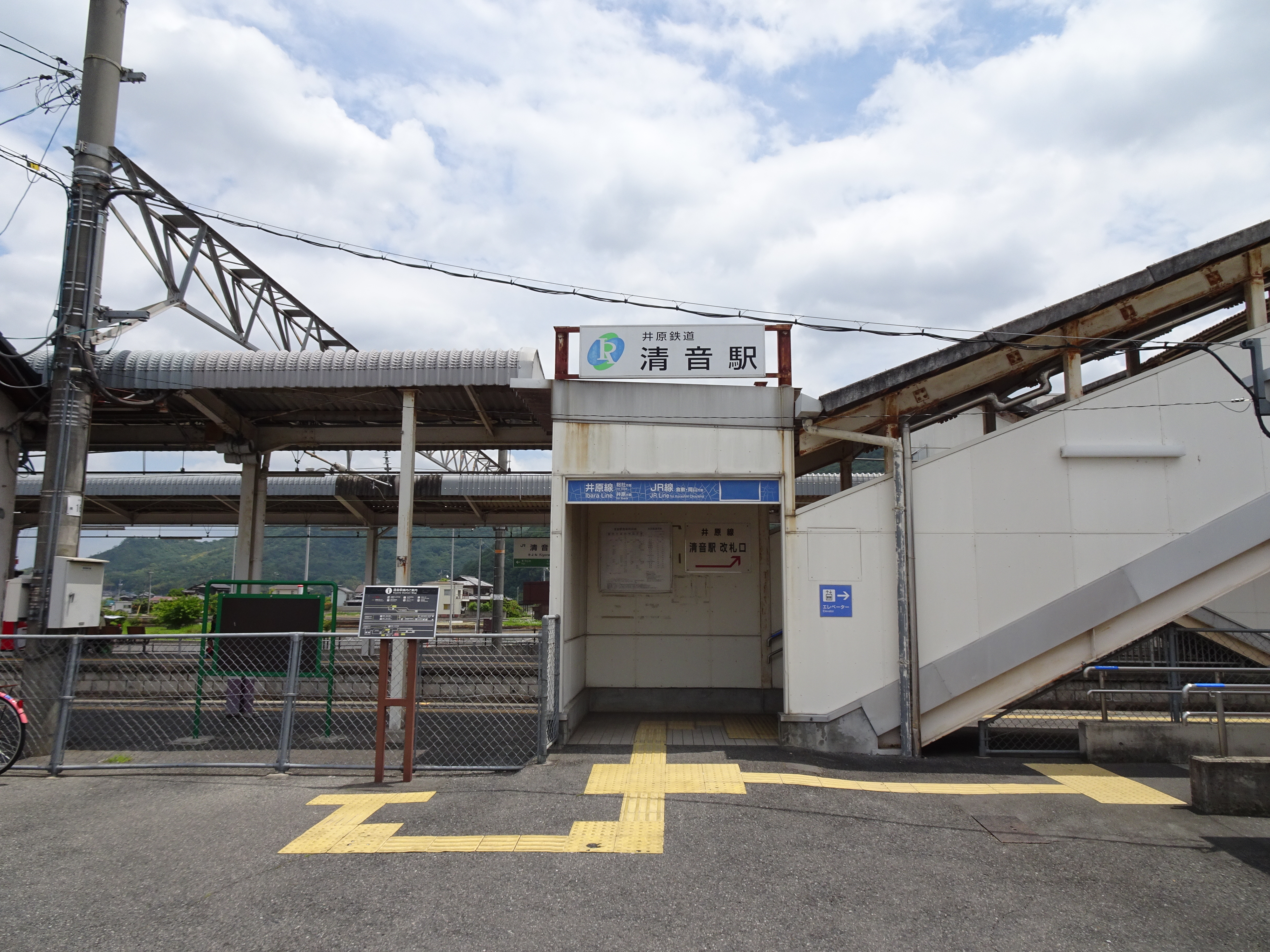
井原鉄道清音駅の入口。
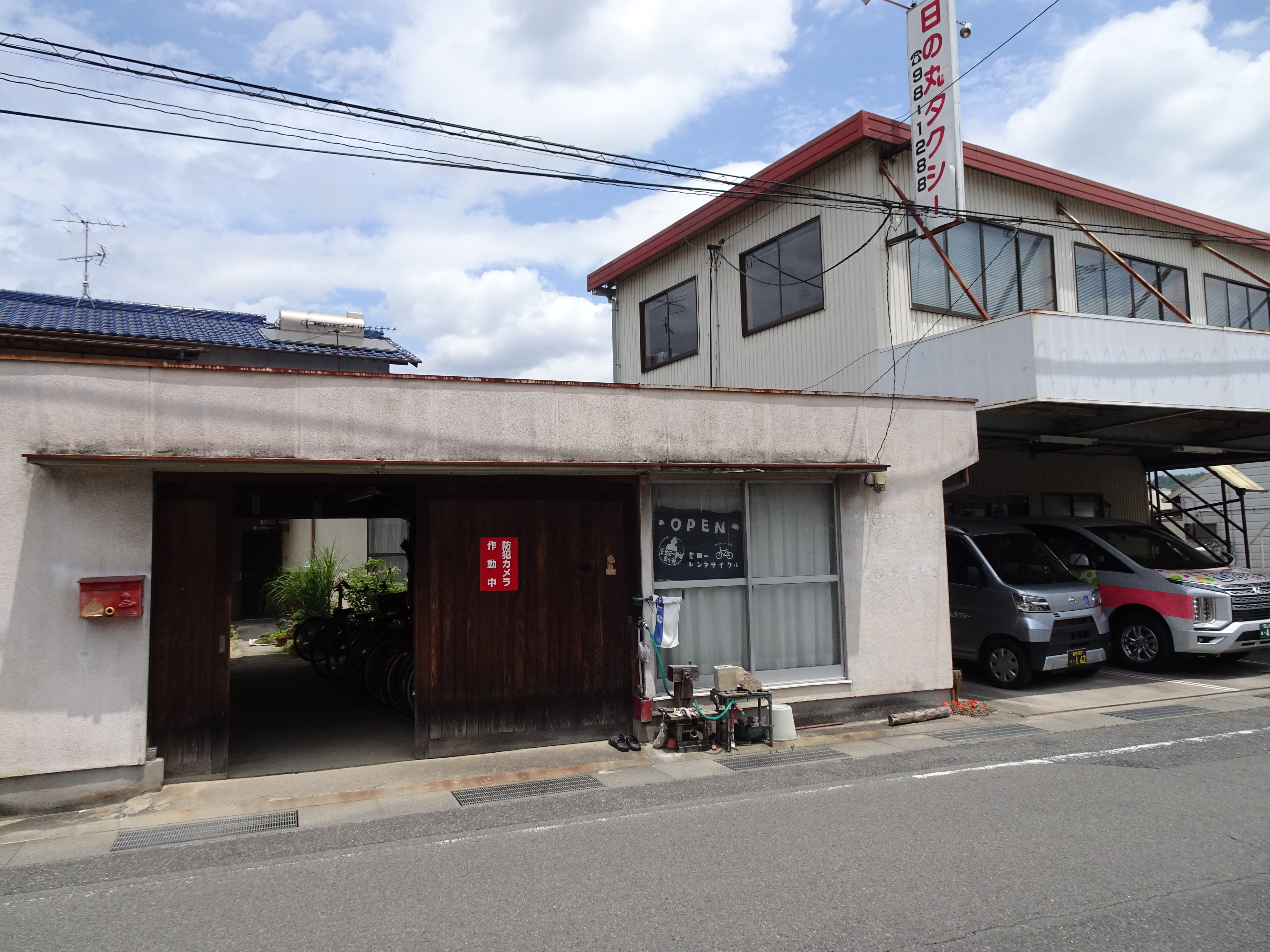
神崎自転車預かり所 中央に金田一レンタサイクルの暖簾がかかっている。

### 川辺橋（旧川辺橋）
川辺橋は、もとあった木橋を1933年（昭和8年）に架けかえたもので、自動車の大型化や交通量の増加に対応して自動車用の新川辺橋（国道486号）が架けられた後は、歩行者・自転車用の橋となっている。
橋の中間が清音駅のある総社市と真備町（『本陣殺人事件』の舞台である「川—村」（=川辺村）「岡—村」（=岡田村））が属する倉敷市との市境になる。
『本陣殺人事件』には川辺橋の描写はないが、金田一耕助は「清—駅」（=清音駅）で降りた後、「高—川」（=高梁川）を渡って「川—村」（=川辺村）経由で「岡—村」（=岡田村）へ向かうためにこの橋を通ったということになる。
川辺橋は、2023年5月7日の大雨のあと、橋脚の傾きや路面の亀裂が見つかり、5月8日から通行止めとなっており、完全復旧までには数年かかる見通しとなっている。ただし、仮設橋が9月1日に完成し、歩行者・自転車の通行が再開されている。

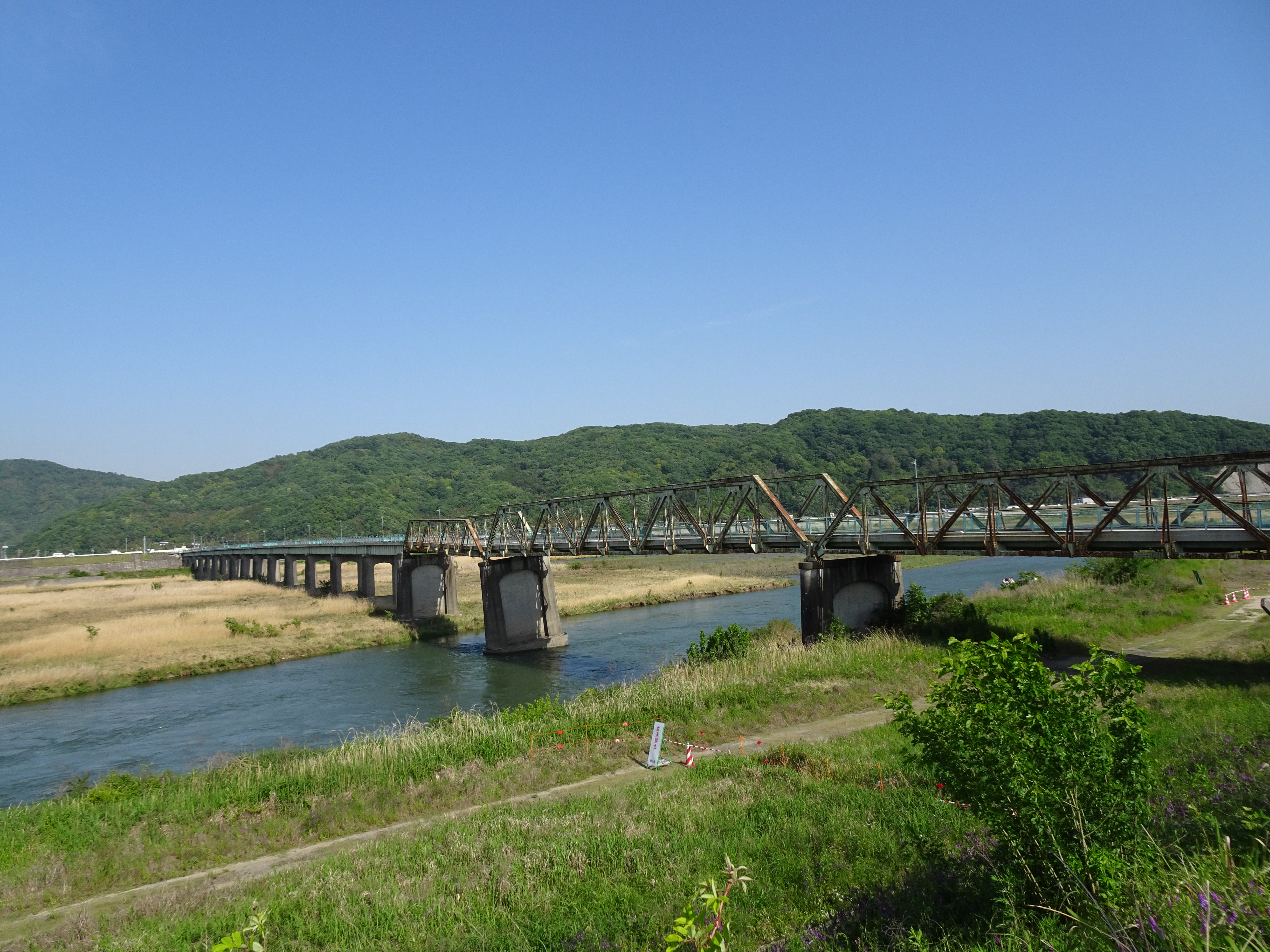
川辺橋（2023年5月10日撮影） 中央の橋脚が傾いている。
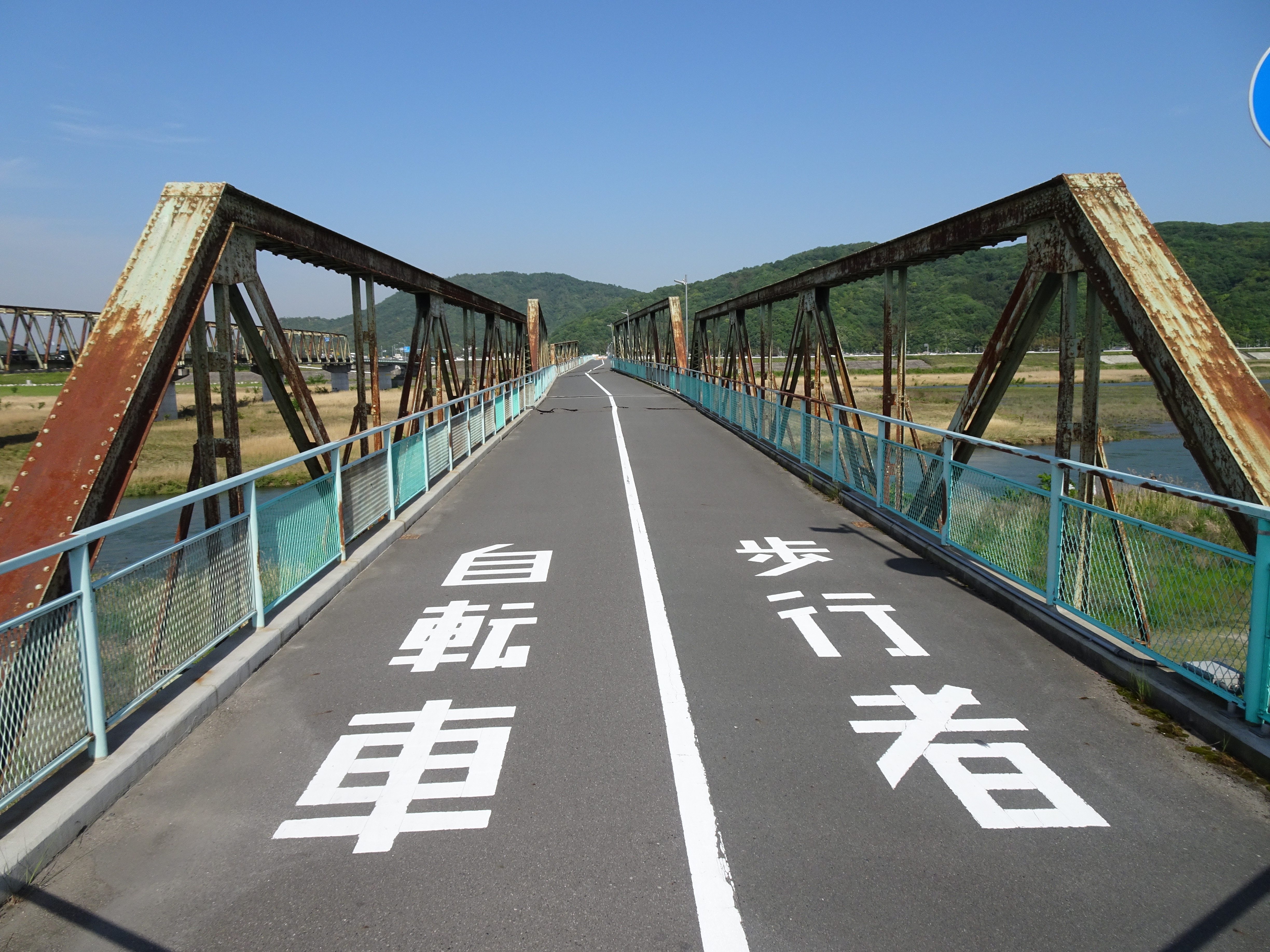
川辺橋（2023年5月10日撮影） 画像中央より奥に路面の亀裂が見える。
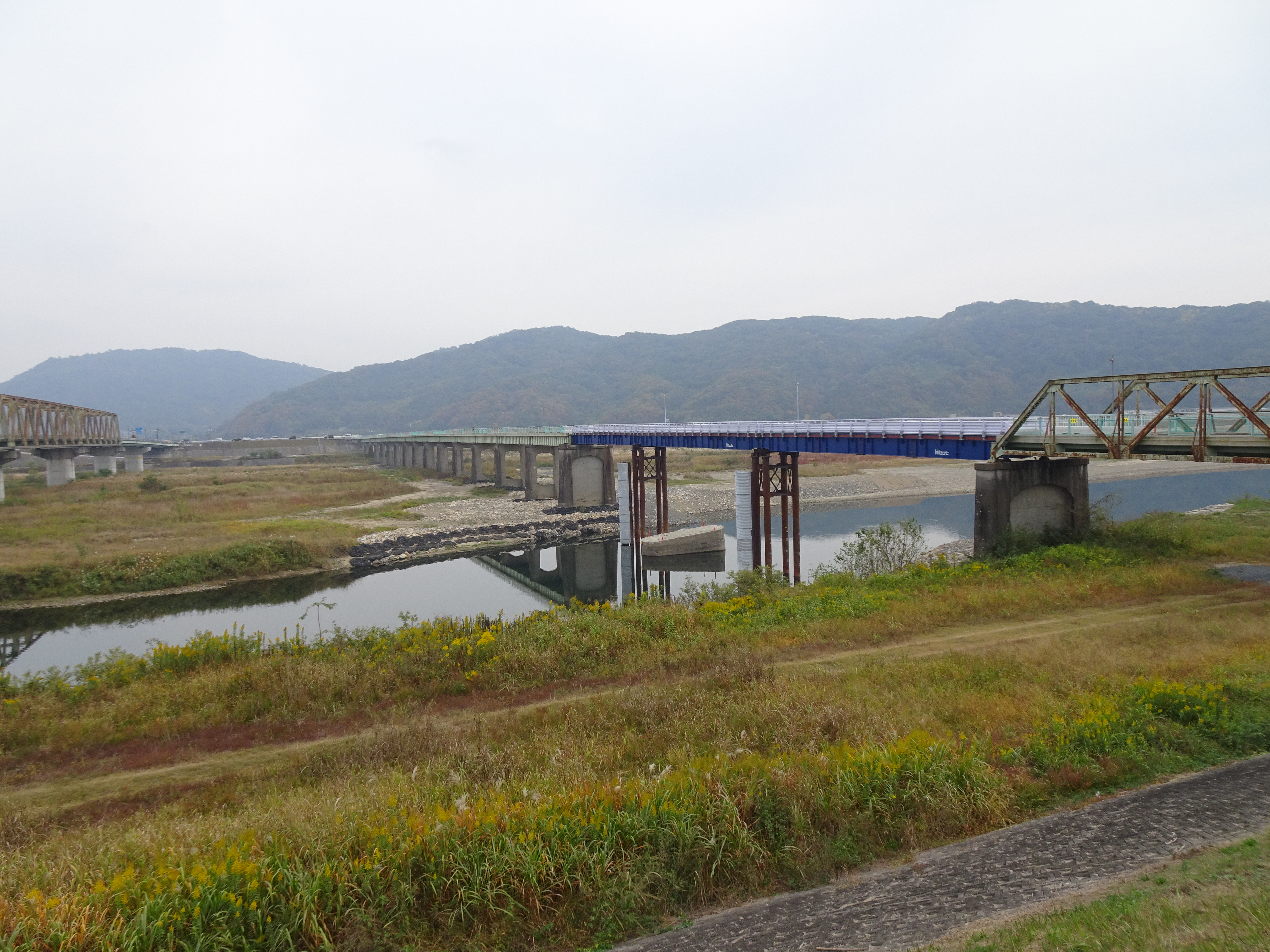
川辺橋の仮設橋（2023年11月4日撮影） 中央から右手前にかけて白いガードレールの箇所が仮設橋。

### 川辺一里塚
川辺橋を渡って旧山陽道に差しかかったところで「くの字」なりに曲がった急カーブに川辺一里塚が立っている（左の画像参照）。川辺一里塚は川辺の渡し（高梁川右岸）にあったが、1907年（明治40年）から始めた高梁川大改修が完成した1925年（大正14年）に現在地に移転された。
白木静子が乗った乗合自動車が事故を起こした場所
『本陣殺人事件』で登場人物の白木静子が乗った乗合自動車が、「「高―川」（=高梁川）を（川辺橋を通って）渡って「川―村」（=川辺村）の街道に差しかかった」ところで「くの字なりに曲がった街道の向こう」で、電柱に乗り上げ事故を起こしていた場所は、右の画像の左方向（川辺橋方面）から一里塚を過ぎた電柱辺りとなる。

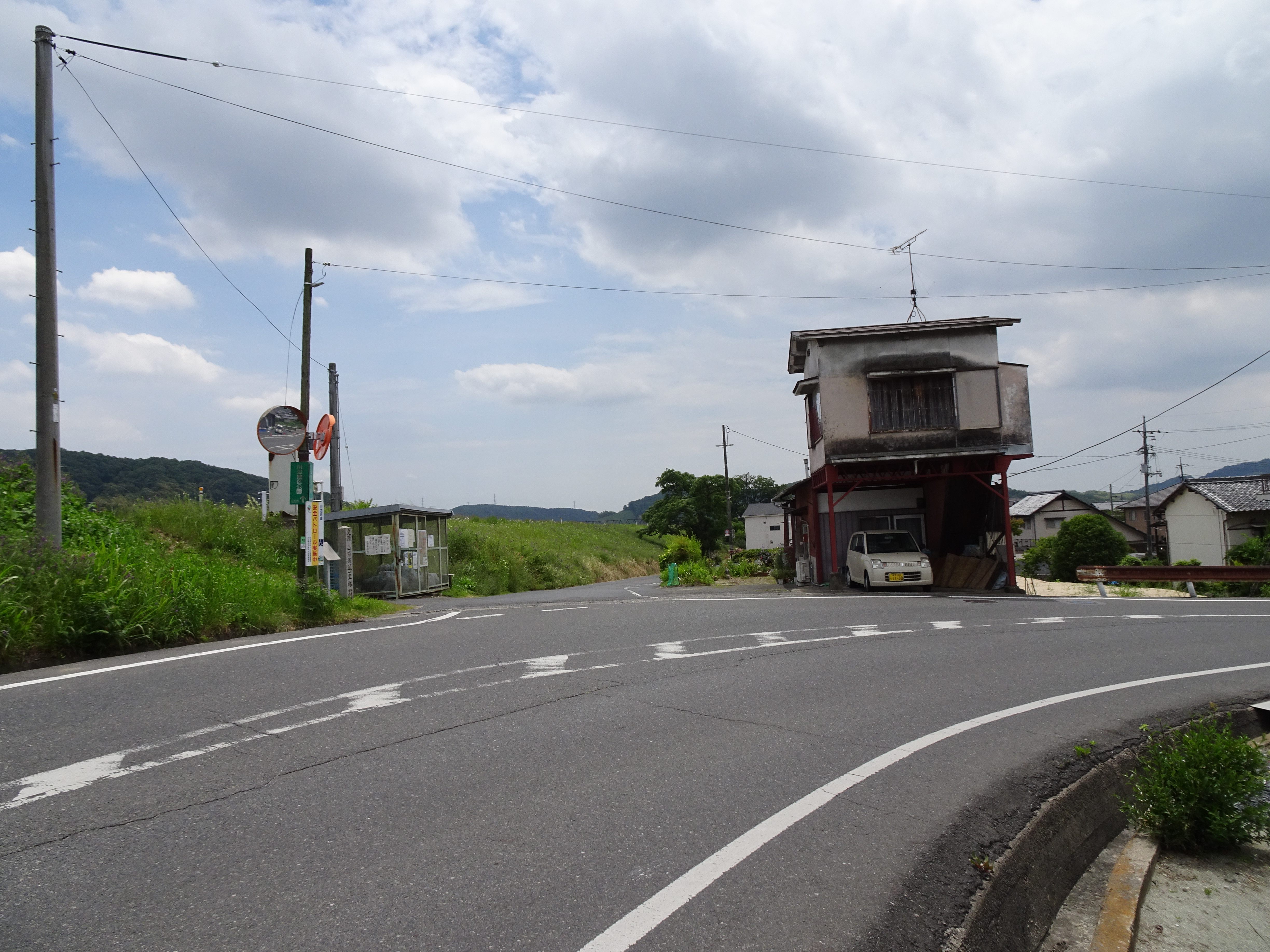
川辺橋方面から川辺方面へ向かう「くの字」なりに曲がった急カーブ。 左側に「山陽街道一里塚」の石碑がある。
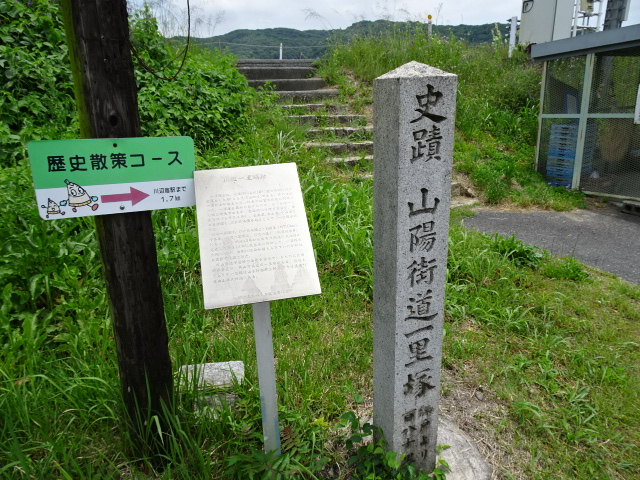
山陽街道川辺一里塚跡の石碑
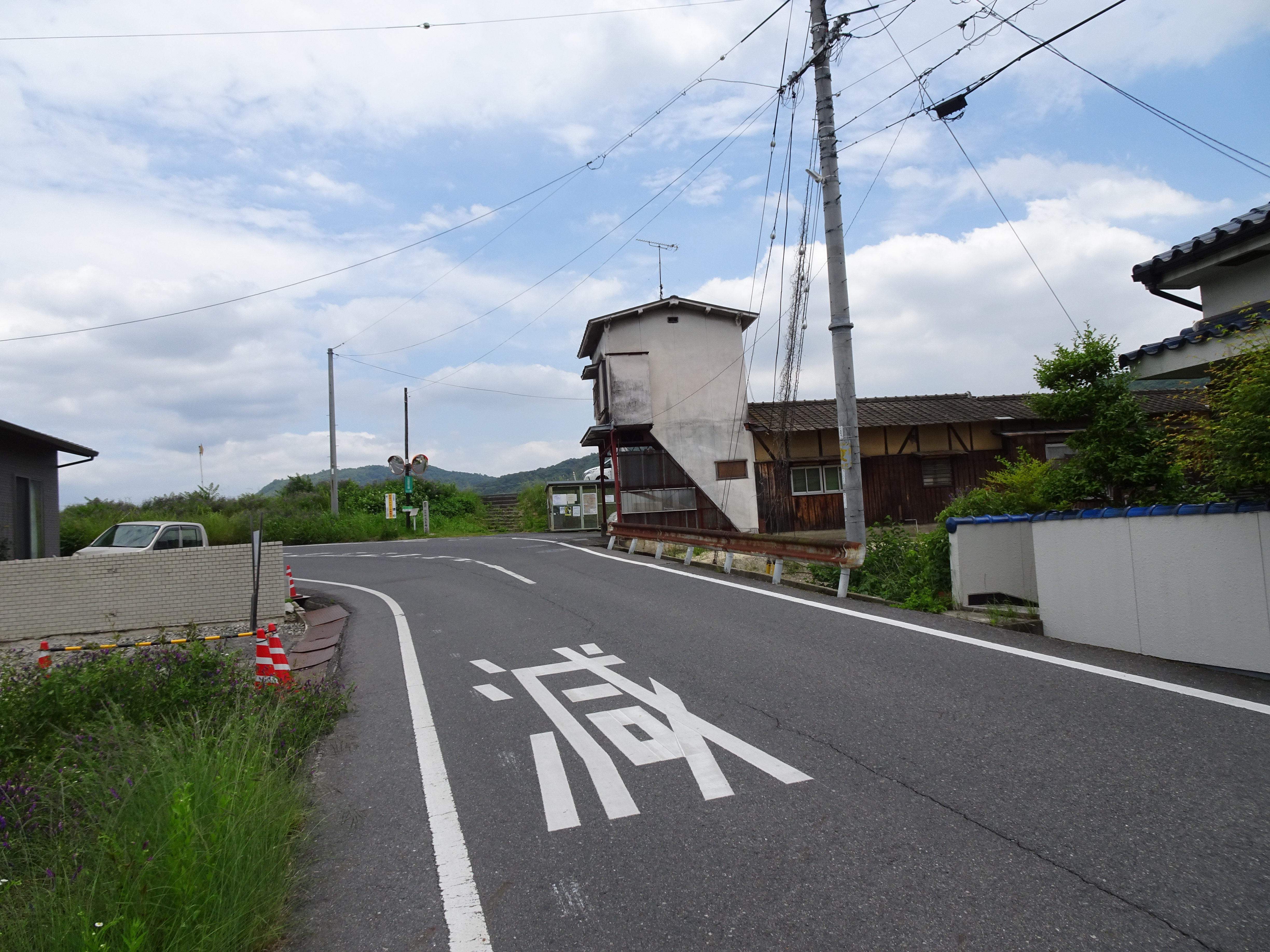
カーブミラーの右が一里塚跡の石碑。 中央の建物の右手前の電柱が、左方向にある川辺橋方面から「くの字」なりに曲がった先にある最初の電柱。

### 川辺本陣跡・脇本陣跡、旧川辺郵便局跡

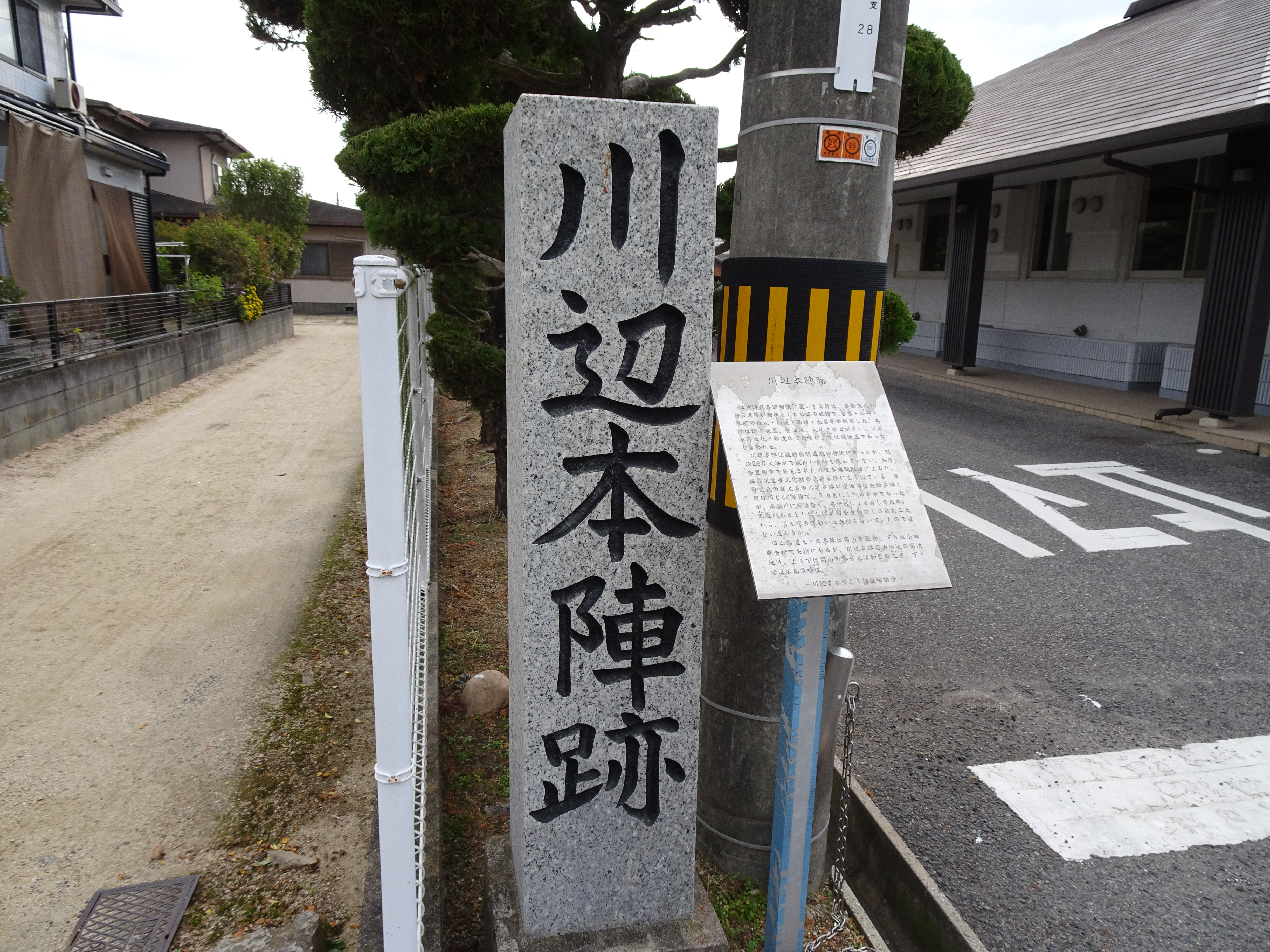
川辺本陣跡の石碑

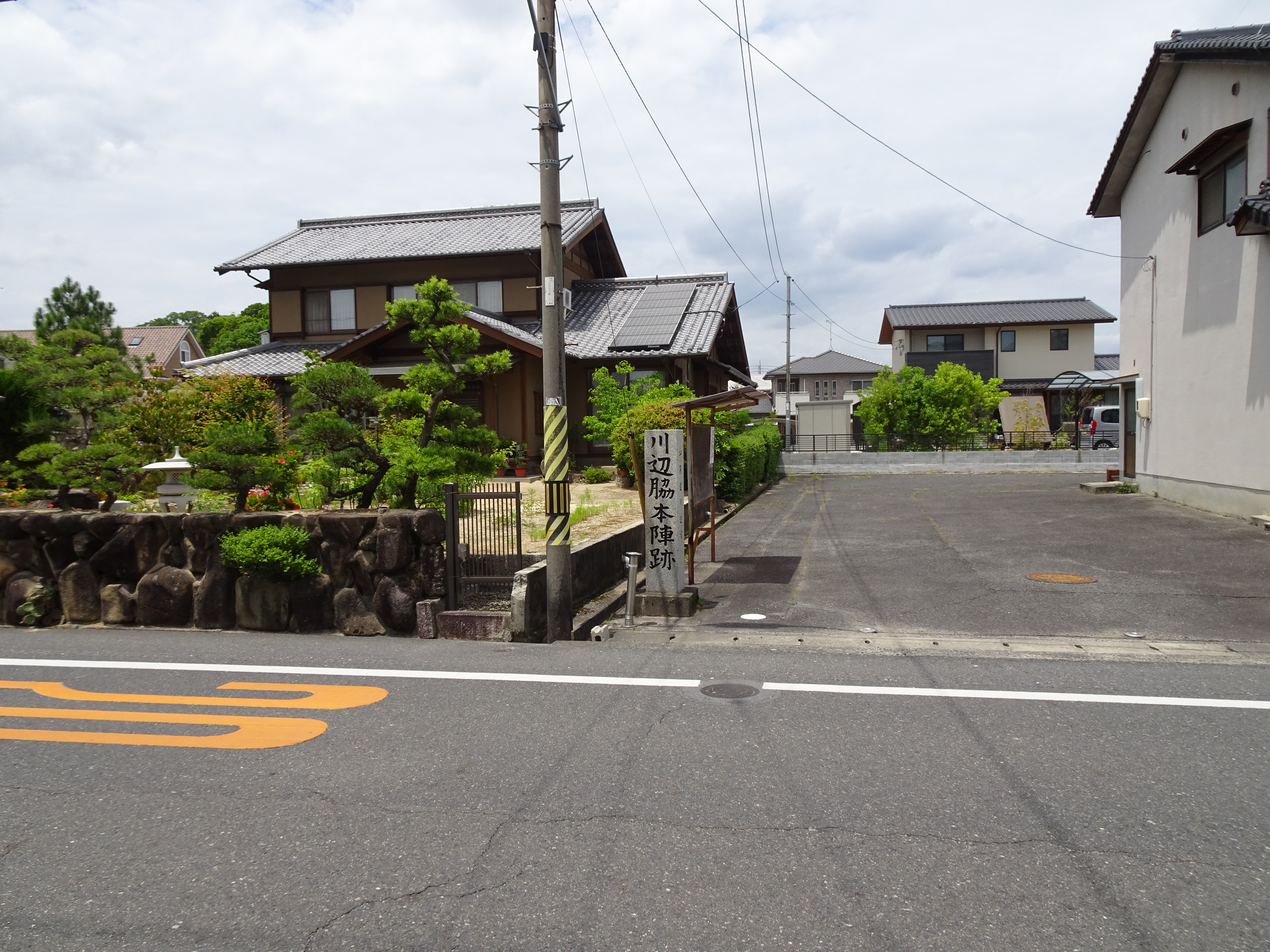
川辺脇本陣跡の石碑
旧川辺郵便局跡とされる西側には民家が建っている。

川辺本陣跡、川辺脇本陣跡
川辺本陣は難波氏邸宅、川辺脇本陣は日枝氏邸宅であったが、川辺本陣一帯は1893年（明治26年）の洪水により大被害を受け、本陣そのものが流失してしまい、難波氏の資料も残っていない。
1978年に発見された「川辺本陣図」から、川辺本陣が豪壮な邸宅であったことがわかる。
『本陣殺人事件』には川辺本陣の名前こそ記載されていないが、「一柳家はもと、この向こうの「川―村」の者であった。「川―村」というのは昔の中国街道に当たっていて、江戸時代にはそこに宿場があり一柳家はその宿場の本陣であった」と記述されている。実在する地名（川辺村）は「川―村」と、伏せ字で記されている。
旧川辺郵便局跡
『本陣殺人事件』で登場人物の久保銀造が金田一耕助を呼ぶために電報を打ちに行った「川―村」の郵便局に該当する旧川辺郵便局は、脇本陣跡の隣にあった。

### 艮御崎神社、角の煙草屋
艮御崎神社（うしとらおんざきじんじゃ）
吉備津神社本殿の四隅に祀られている御崎宮のうち、「艮」（うしとら、丑と寅の間=東北）に「温羅」が祭神として祀られているのが艮御崎宮で、艮御崎神社はこの艮御崎宮を勧請したものである。
勧請年月日は不詳であるが、現在の棟札に、慶長15年（1610年）3月、延宝4年（1676年）8月、宝永6年（1709年）、5月、明和9年（1772年）8月のものがある。
『車井戸はなぜ軋る』で、「かたしろ絵馬」が納められた絵馬堂がある「御崎様」のモデルとされている。ただし、艮御崎神社の通称は「御崎様」ではなく「氏神様」である。
角の煙草屋
『本陣殺人事件』で磯川警部と金田一耕助が「川―村」の木内医院に入院している白木静子の聞き込みを終えて一柳家へ戻る途中、「久―村へ行くのはこの道を行けばいいんですか」と聞いた煙草屋は、旧山陽道が岡田村へ通ずる「一直線道路」（岡田新道）に差しかかった曲がり角にあったとされており、艮御崎神社の標柱の西側に該当する。

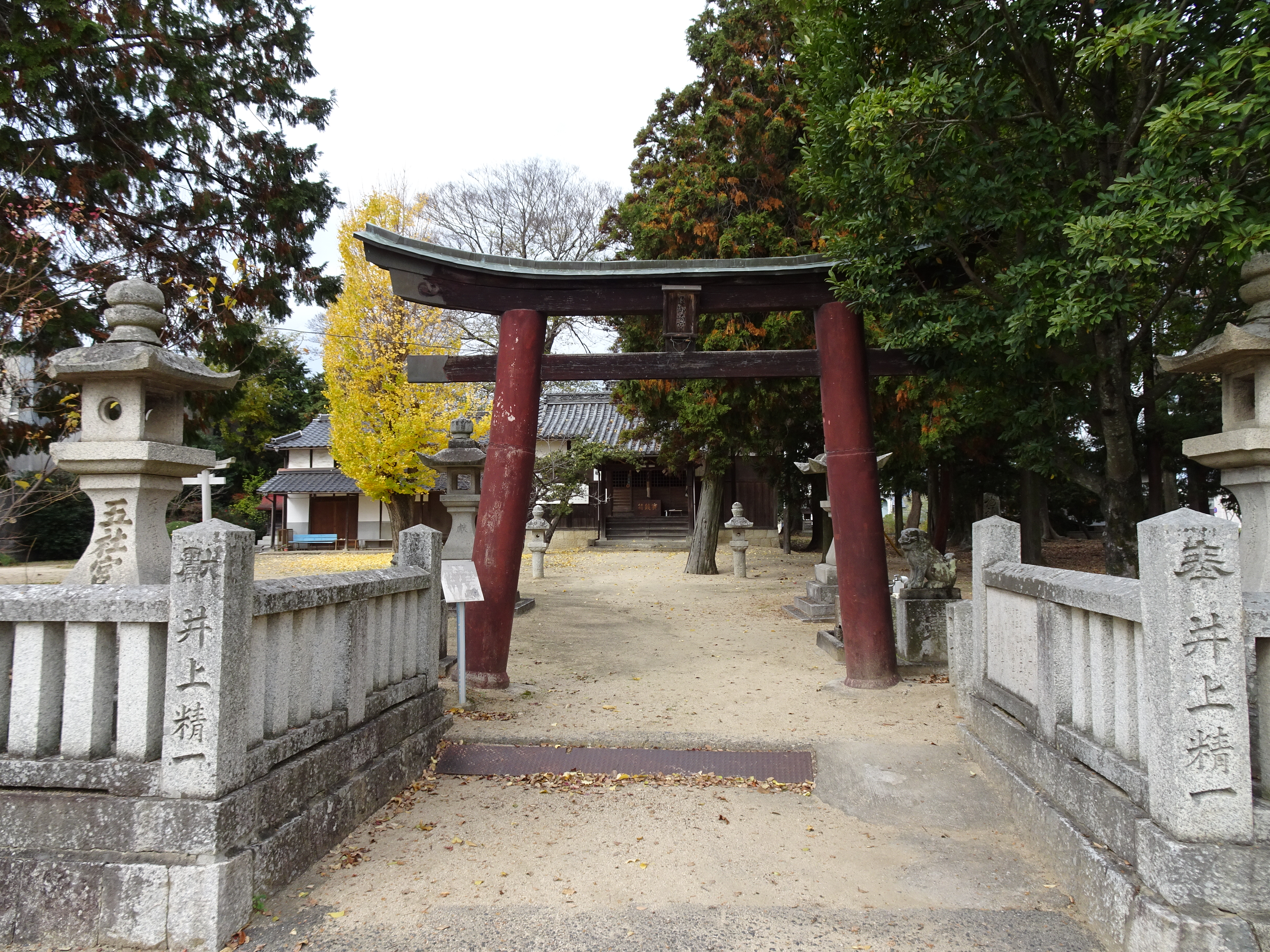
艮御崎神社境内入口の鳥居 扁額に「艮御崎宮」と記されている。
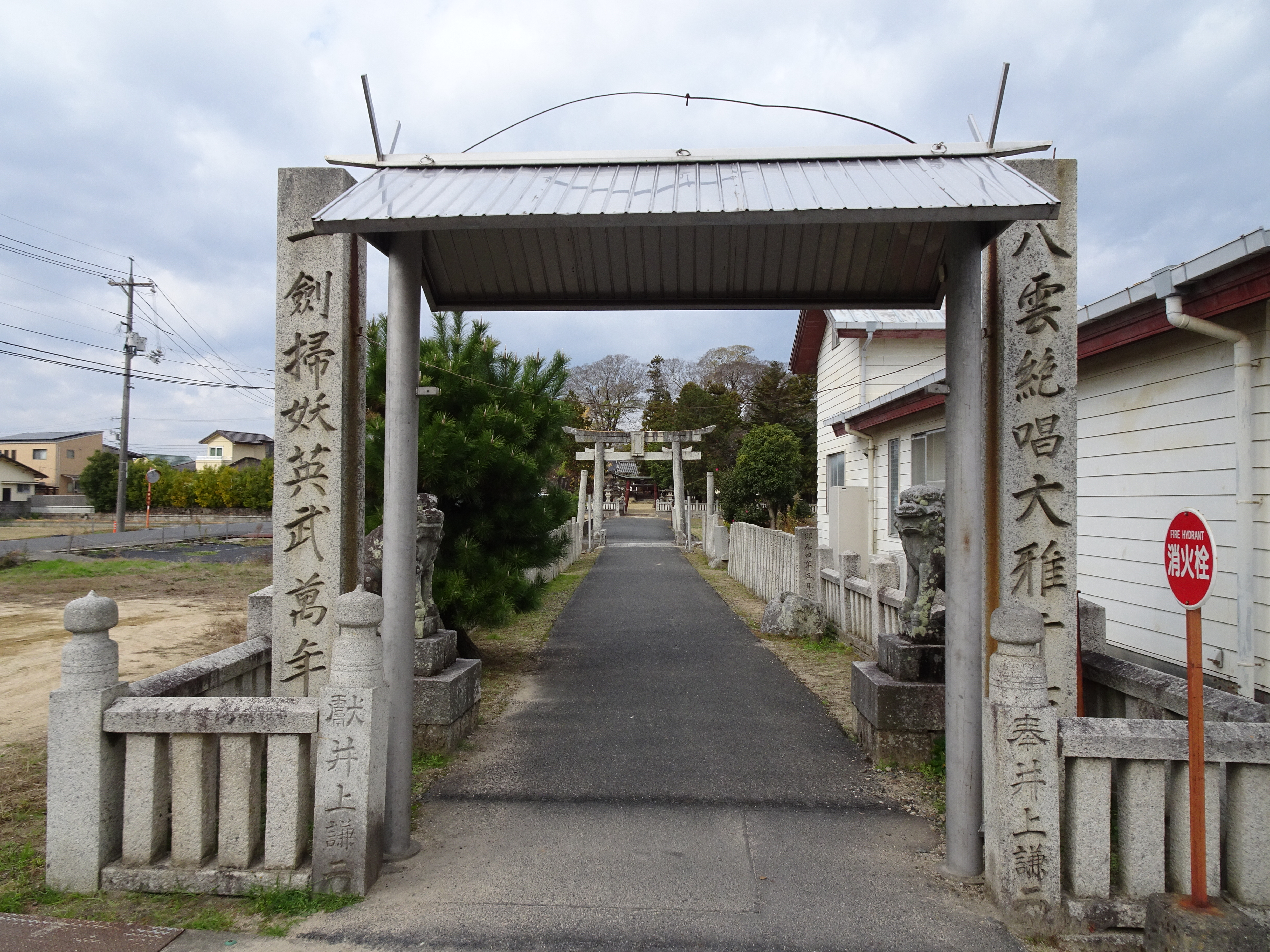
艮御崎神社の標柱 左の標柱の西側に「一直線道路」（岡田新道）に差しかかった曲がり角がある。
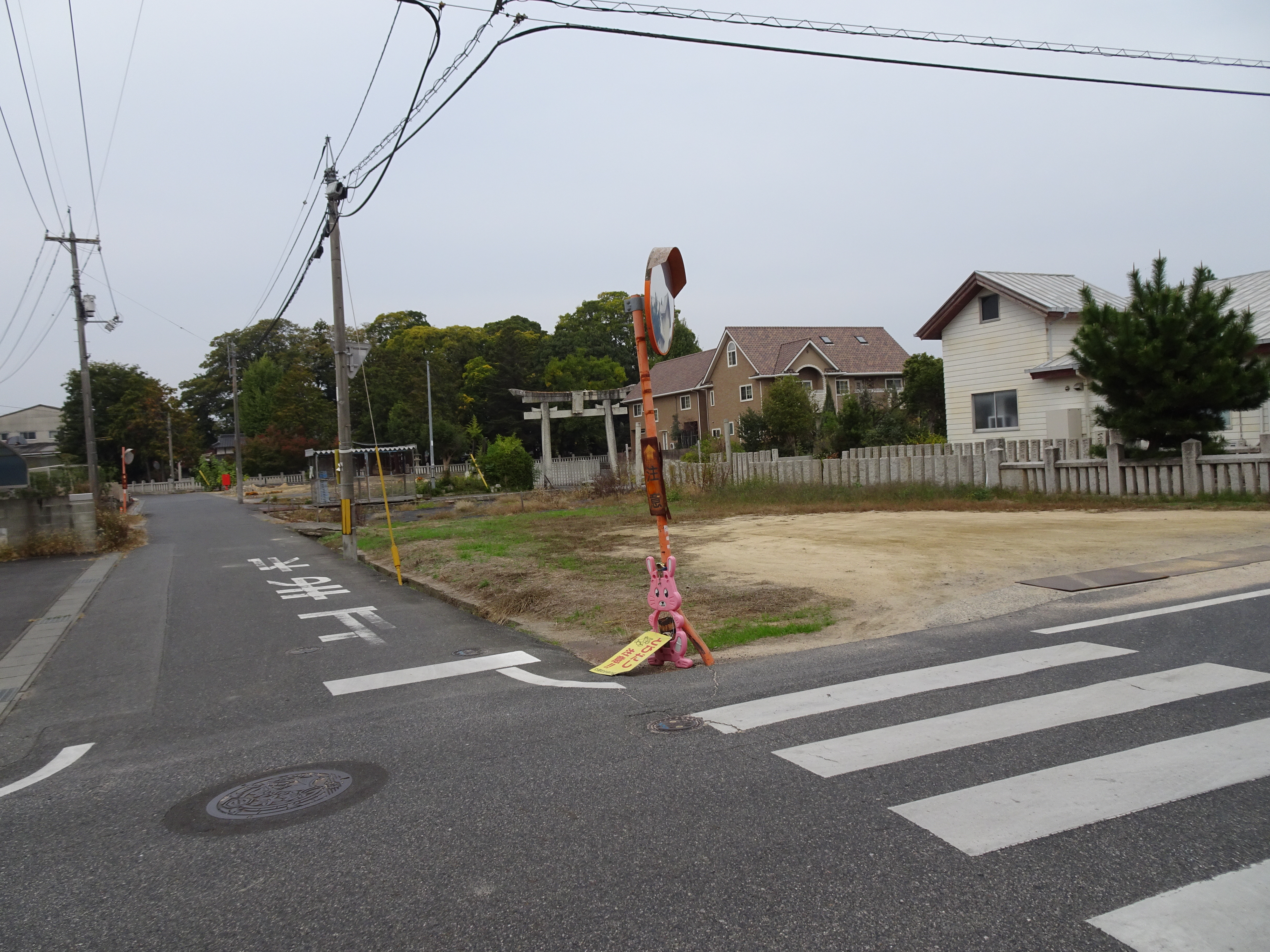
旧山陽道と岡田新道の丁字路 左奥に向かう道が岡田新道。 『本陣殺人事件』では角に煙草屋があったとされている。

### 岡田新道
岡田新道は、岡田藩が1718年（享保3年）に着手して完成させた道路で、「一万石に過ぎたるものが三ツある。一に浦池、二に新道、三に館の時の鐘」と言われたものの一つである。『本陣殺人事件』で何度も登場人物が往来する一直線道路で、道幅が二間あったことから「二間道路」と呼ばれている。
艮御崎神社の西側と岡田の石橋（岡田村役場跡で現在の岡田地区公園前）までを一直線に結んでおり、その区間の大半は現在の県道280号市場川辺線と重複している。国道486号が艮御崎神社の北側に通っているため、神社の西側の地下連絡通路から国道486号の北側に抜けて、県道280号に合流している。

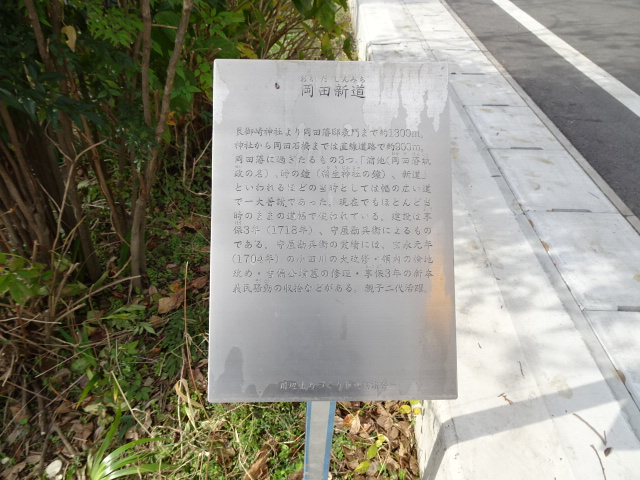
岡田新道の説明板
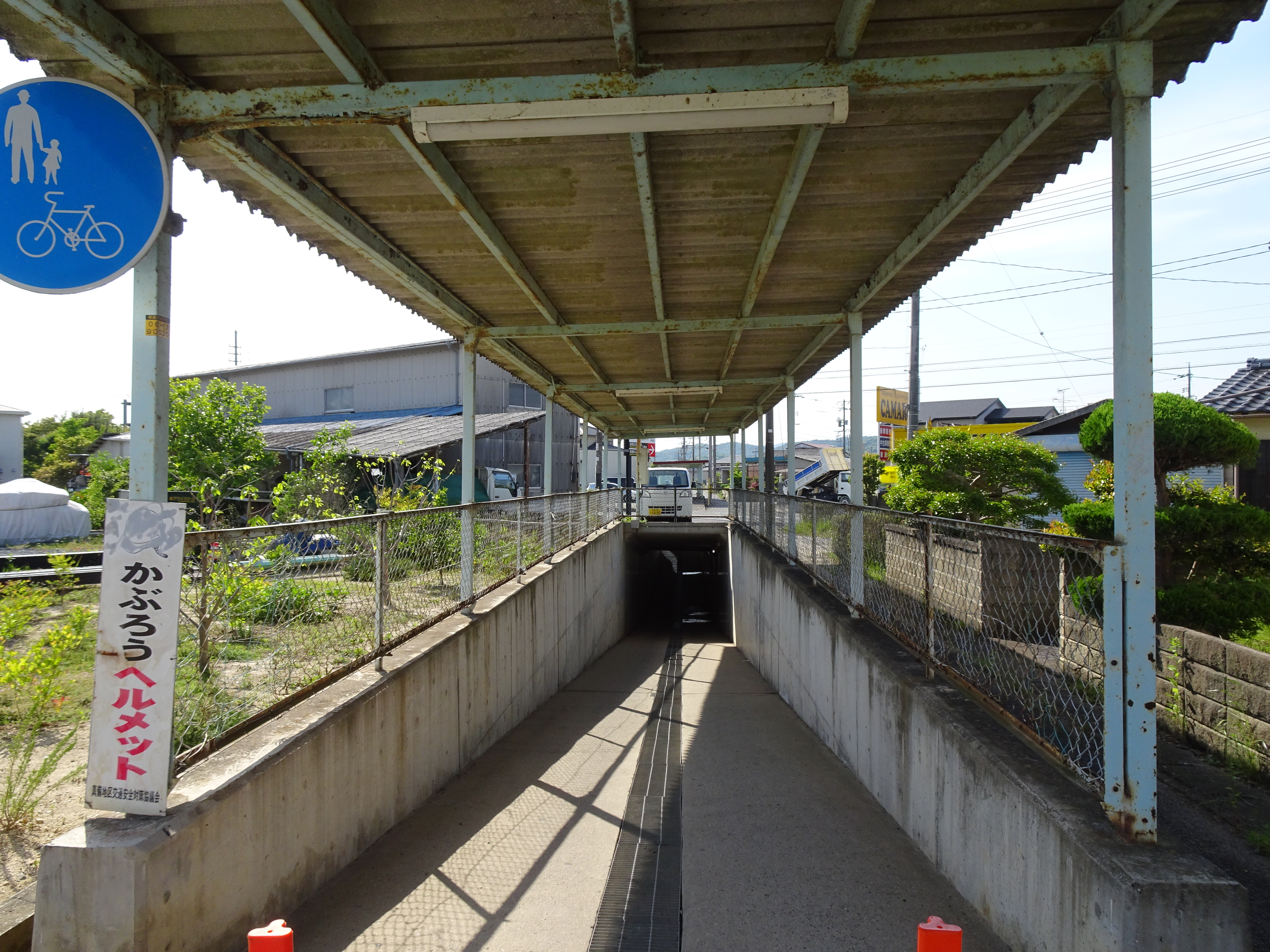
艮御崎神社の西側から国道486号の北側に抜ける地下連絡通路。
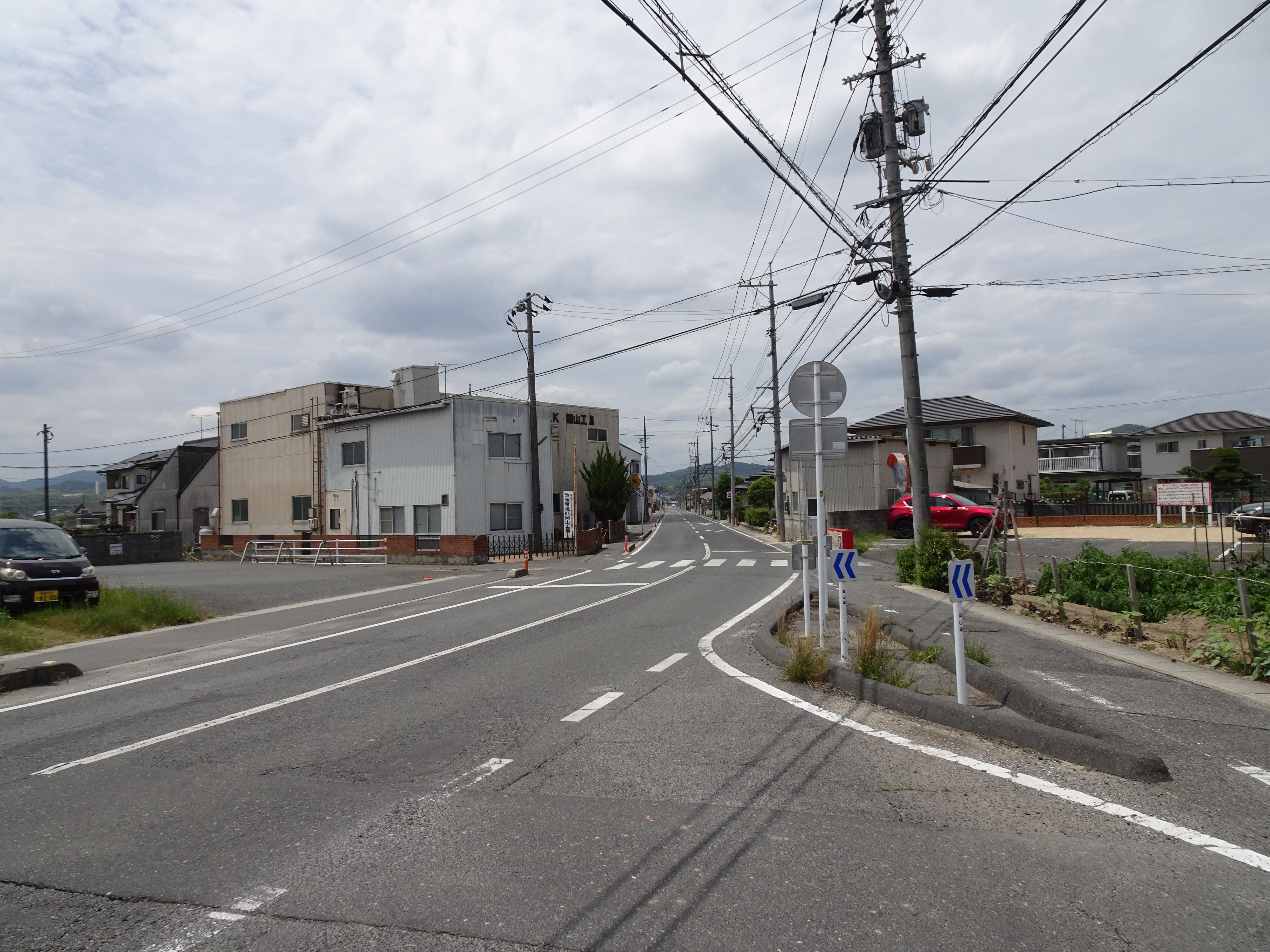
地下連絡通路を抜けて県道280号に合流している岡田新道。

### 岡田村役場跡、一膳飯屋と三宅酒店
岡田村役場跡
岡田地区公園の入口の石碑に、この場所が以前は岡田村役場であったことが記されている。
一膳飯屋と三宅酒店
『本陣殺人事件』では、岡田村役場（現在の岡田地区公園）の真向かいに「川田屋」という一膳飯屋があり、岡田新道（現在の県道280号）を通って「川―村」の方からやって来た「三本指の男」がその一膳飯屋で一柳家への道を尋ね、三本指の右手でコップの水を飲んだとされている。一膳飯屋「川田屋」があったとされている場所では、昔、実際に飯屋が営業していた。
一膳飯屋の隣には、横溝正史がよく酒を配達してもらっていた三宅酒店があったが、平成30年7月豪雨の被災により取り壊された。酒店跡は、右の画像のとおり休憩所になっている。

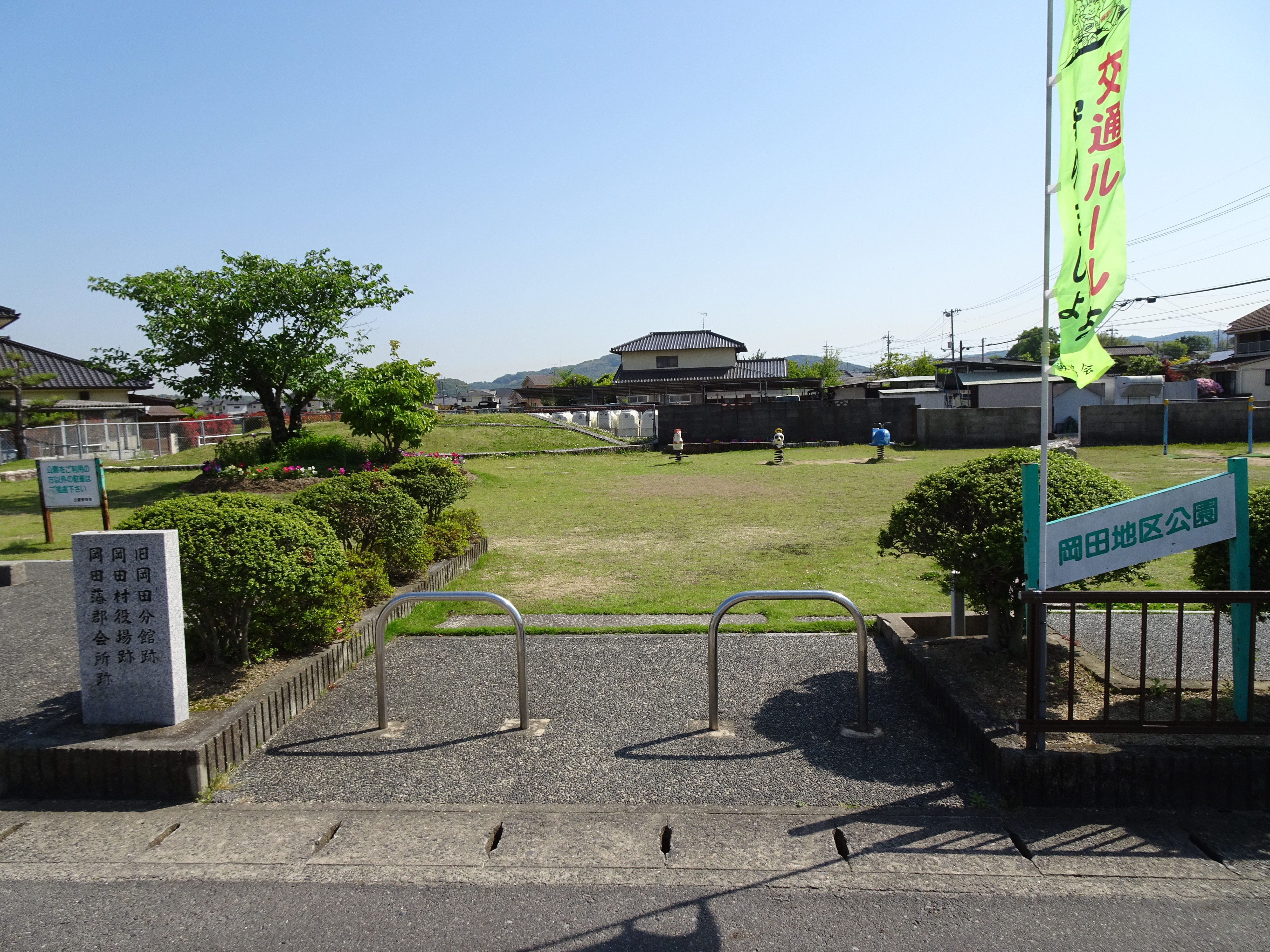
岡田地区公園 左に「岡田藩郡会所跡、岡田村役場跡、旧岡田分会館跡」の石碑がある。
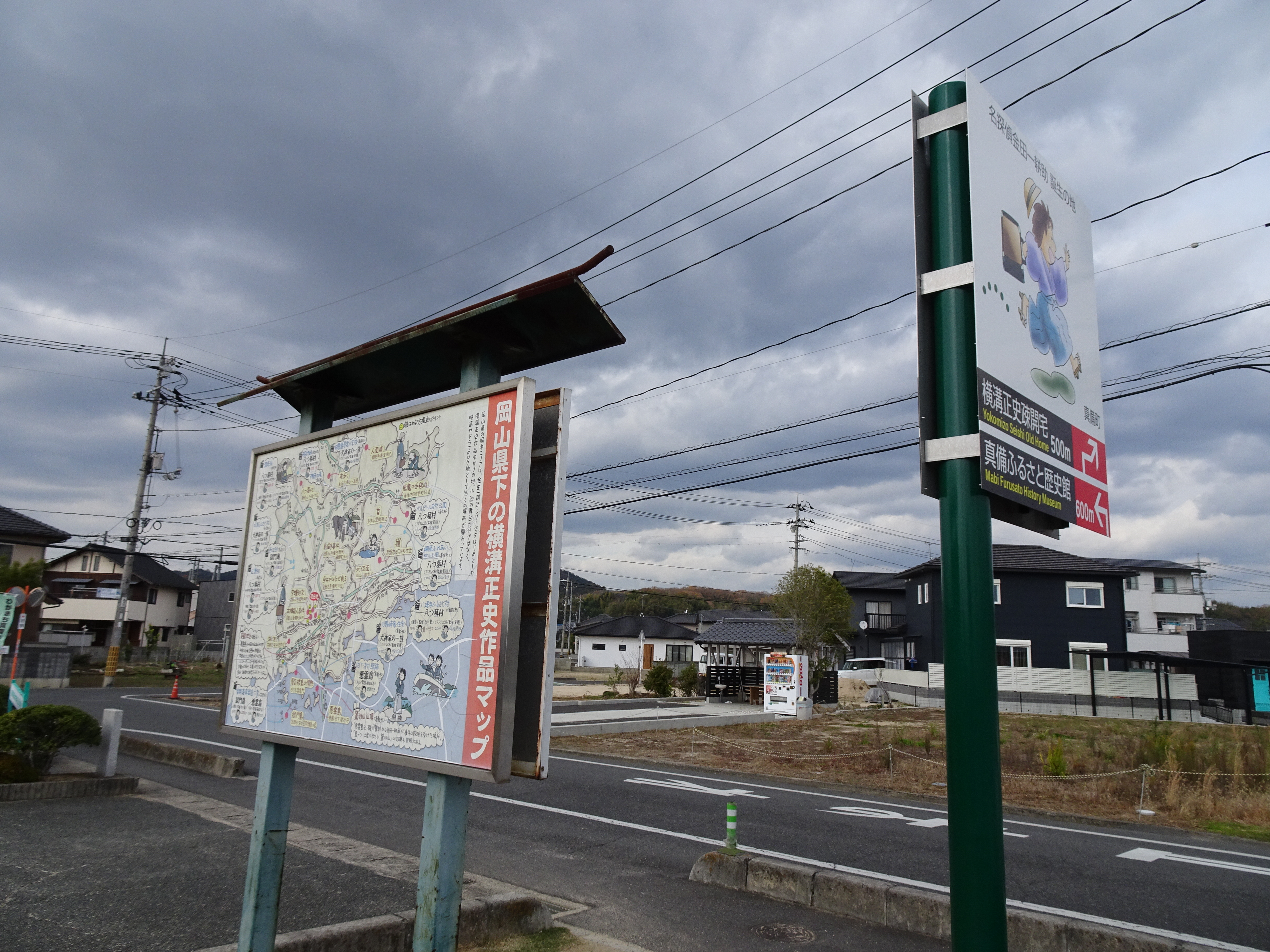
岡田地区公園に立てられている案内板 県道280号を挟んで向かいが、一膳飯屋と三宅酒店があった場所。
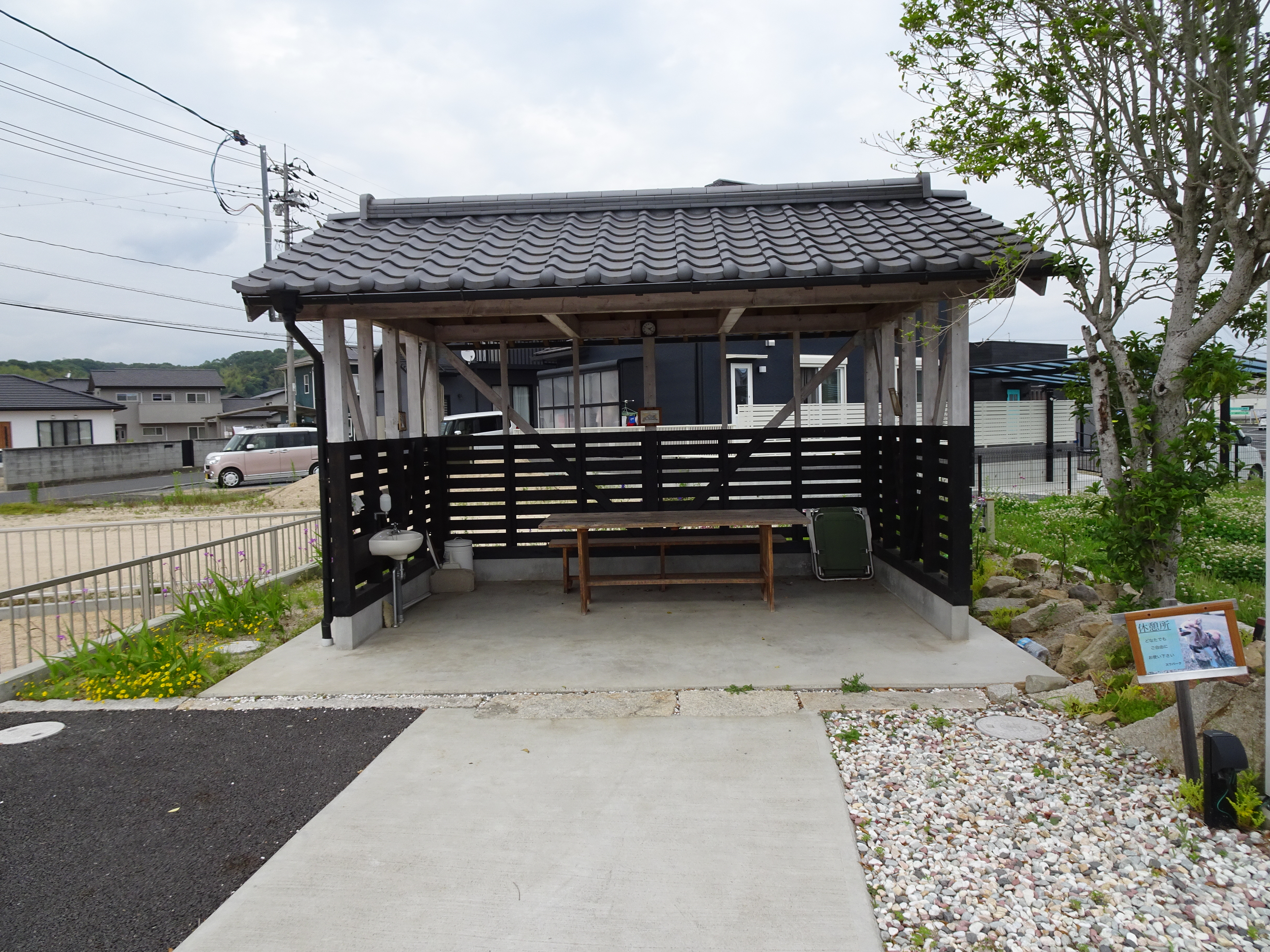
三宅酒店跡に設置されている休憩所

### 濃茶の祠

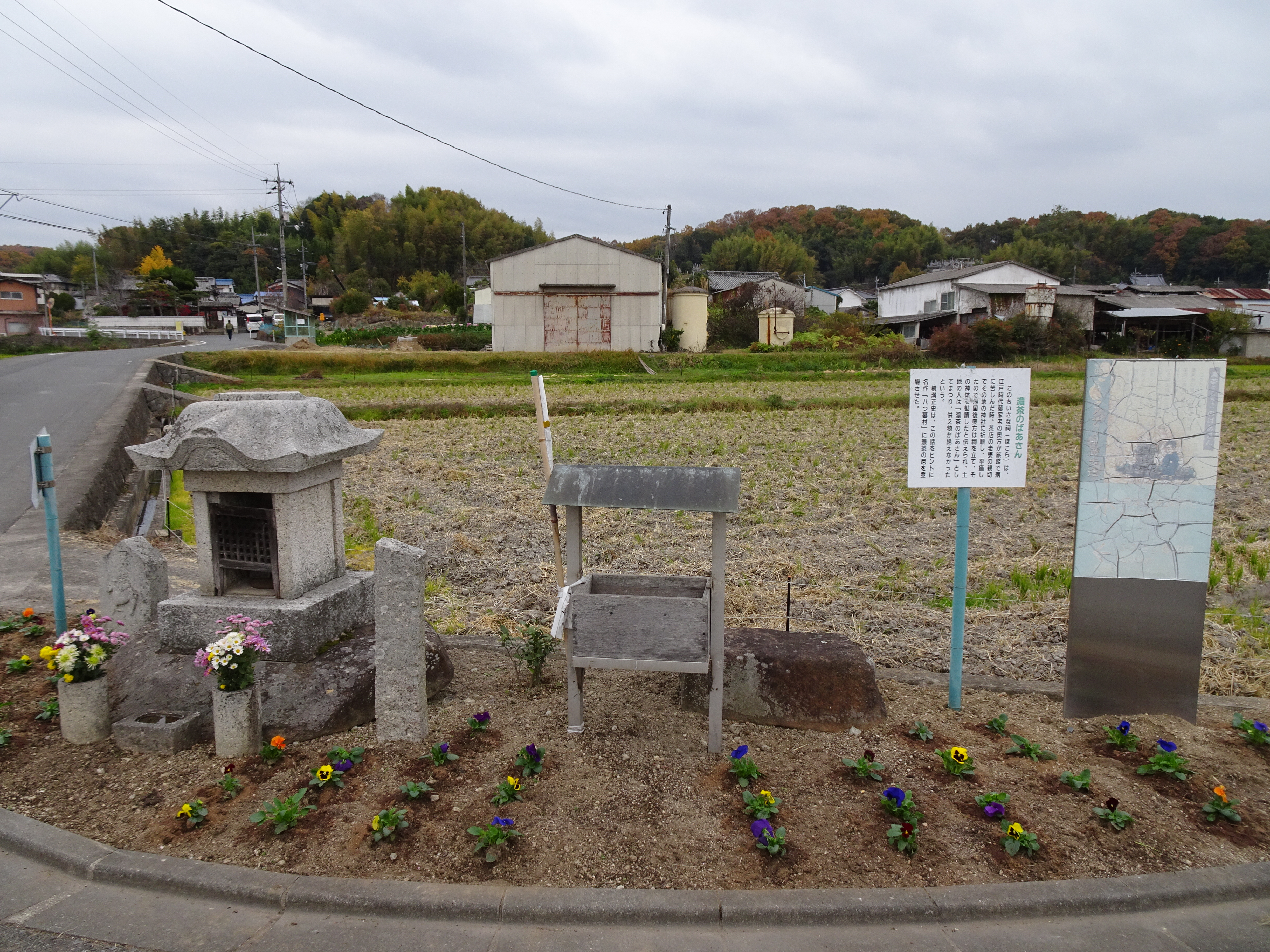
濃茶の祠と賽銭箱
道路の奥の黄色い看板があるところが横溝正史疎開宅。

『八つ墓村』に登場する「濃茶の尼」のネーミングの由来となった祠が「濃茶の祠（こいちゃのほこら）」で、横溝正史疎開宅の目の前にある。
旅路で病気になった岡田藩家老・千石氏の奥方が、宿の近くの茶屋のばあさんから、お参りして願掛けをすると霊験があると教わった場所で祈祷をすると快方したことに恩義を感じ、同じ川沿いの道の四つ角につくって祀った祠である。祠には「南無濃茶大権現」と記されており、地域の人から濃茶大権現として大切にされている。
初めは木製の祠であったが、1922年（大正11年）に奇特な人の寄進により、現在の石造りの祠が建てられた。
賽銭箱の右には横溝が休憩に座っていた石があり、「耕助石」と呼ばれている。

### 横溝正史疎開宅
横溝正史が第二次世界大戦末期の1945年から終戦後の1948年7月までの足かけ4年を一家で過ごしたのが横溝正史疎開宅で、2002年10月15日に開館、一般公開されている。
疎開宅の間取りは横溝の疎開当時にほぼ再現されており、家族や江戸川乱歩と写っている写真や、横溝と妻の遺品などが展示されている。奥座敷では障子に金田一耕助のシルエットが映し出されるとともに、横溝正史の音声解説が流されるようになっている。
特に庭のたたずまいは当時のままとなっており、敷地の一角には横溝正史像が設置されている。

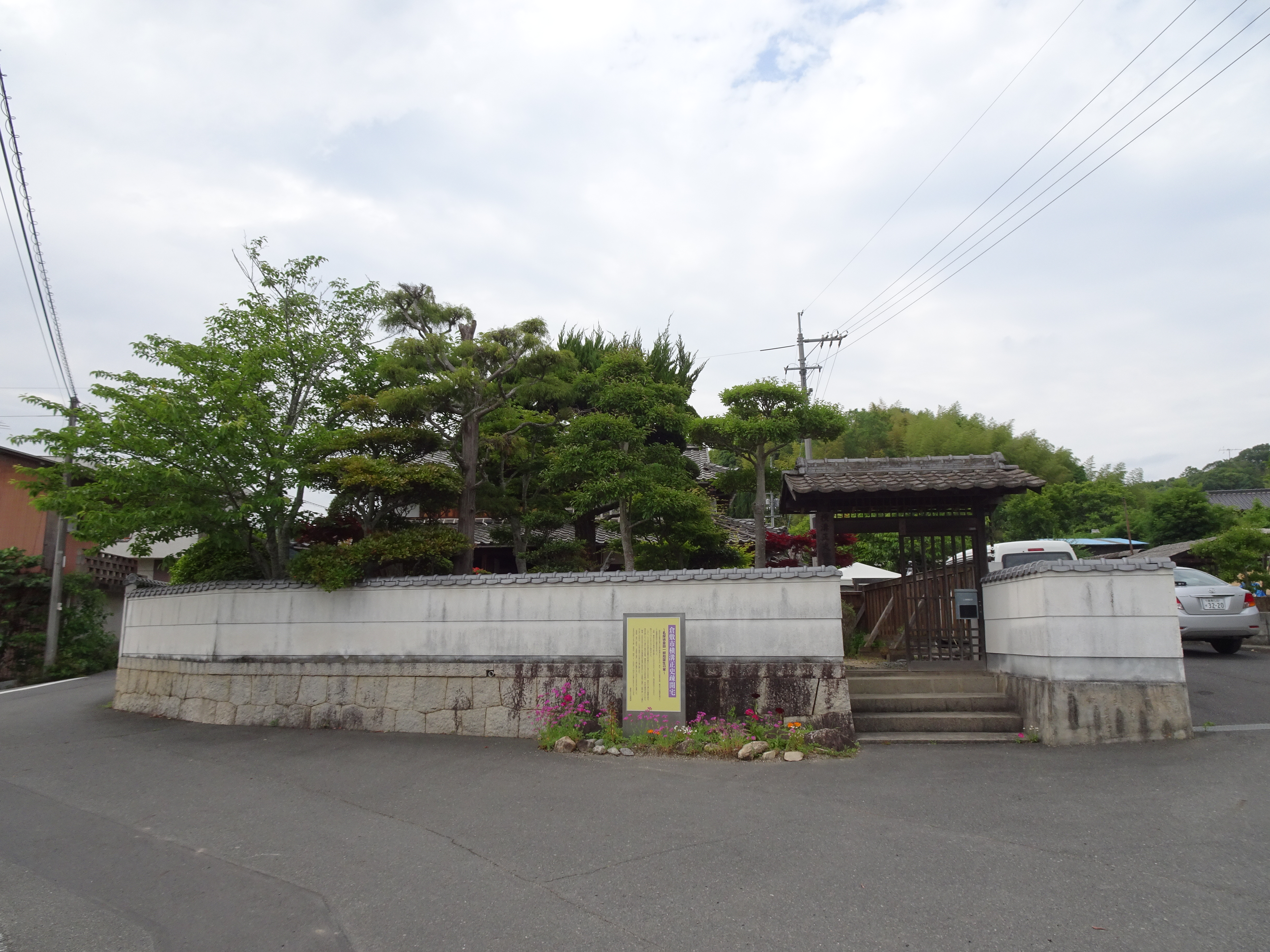
疎開宅の全景
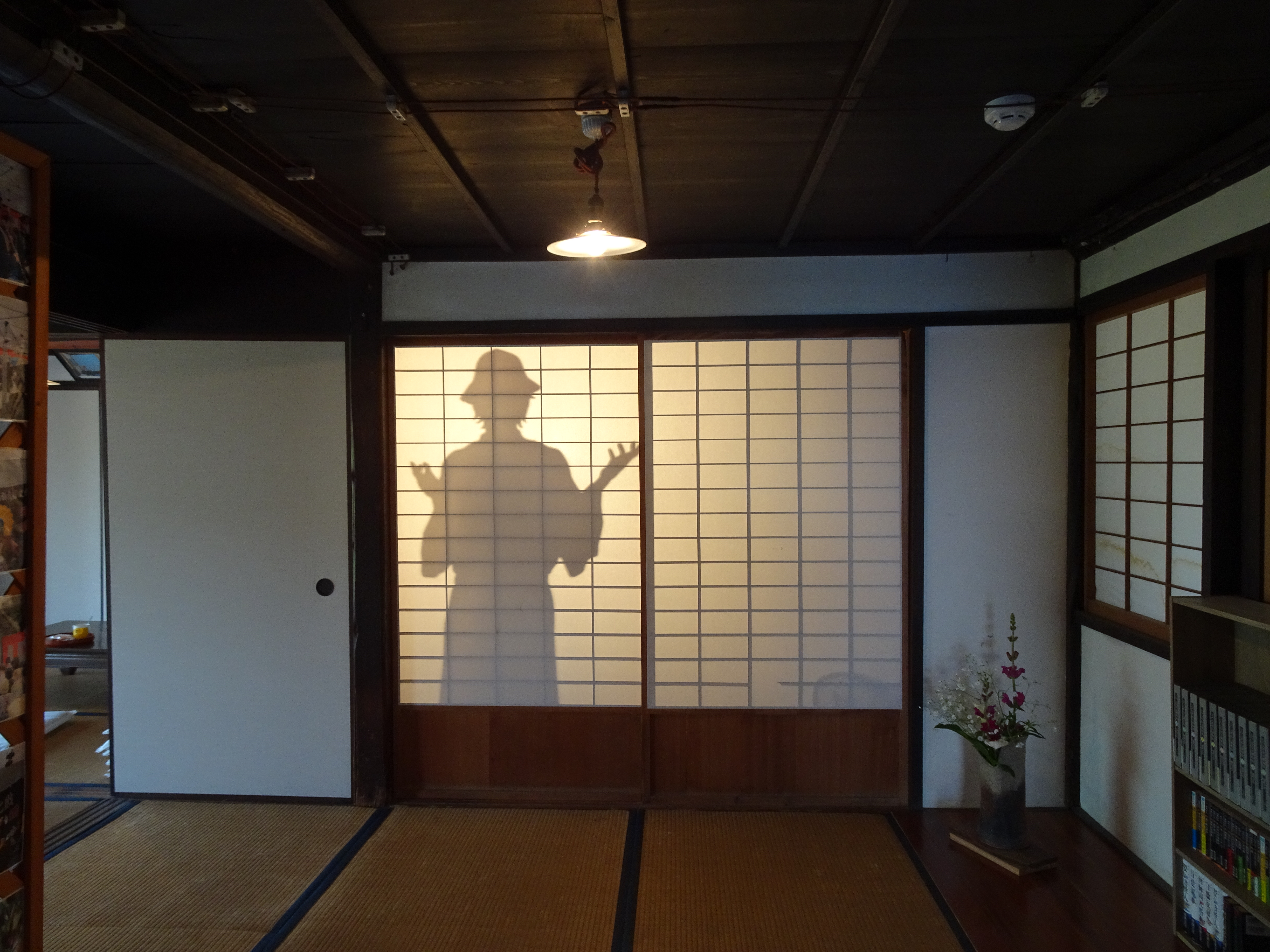
障子に映写される金田一耕助のシルエット
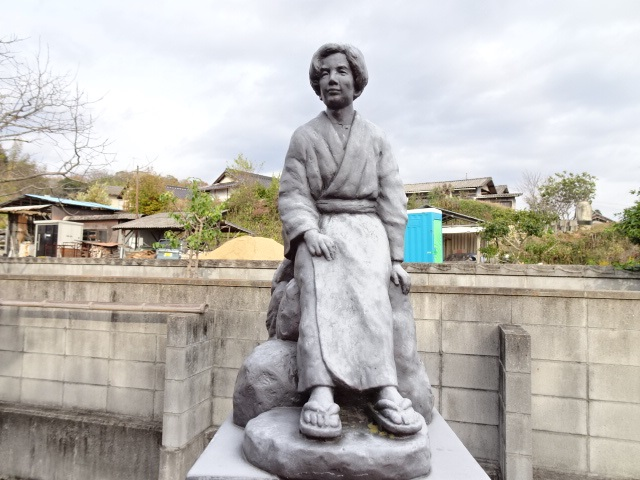
庭に設置されている横溝正史像

### 千光寺
千光寺は、横溝正史疎開宅の東の丘の上にある曹洞宗の寺院。正式名称は醫王山千光寺。開創は1566年（永禄9年）で、初めは全香寺（ぜんこうじ）と称していた。
『獄門島』の舞台として登場する「千光寺」の名前のモデルとなった寺で、宗派も山号も同じである。作品中、花子が逆さ吊りにされた梅の木のモデルの木もある。

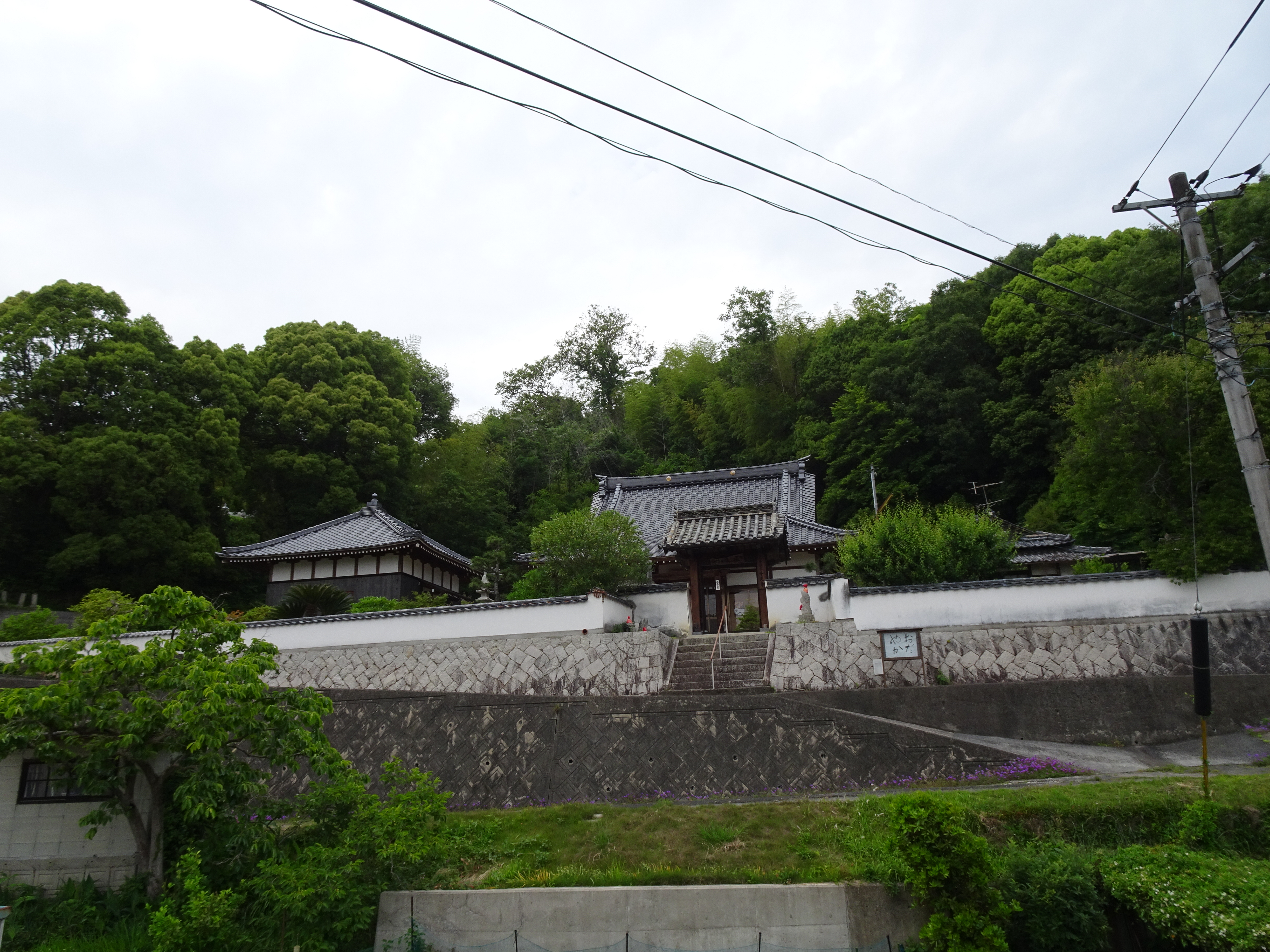
千光寺の全景
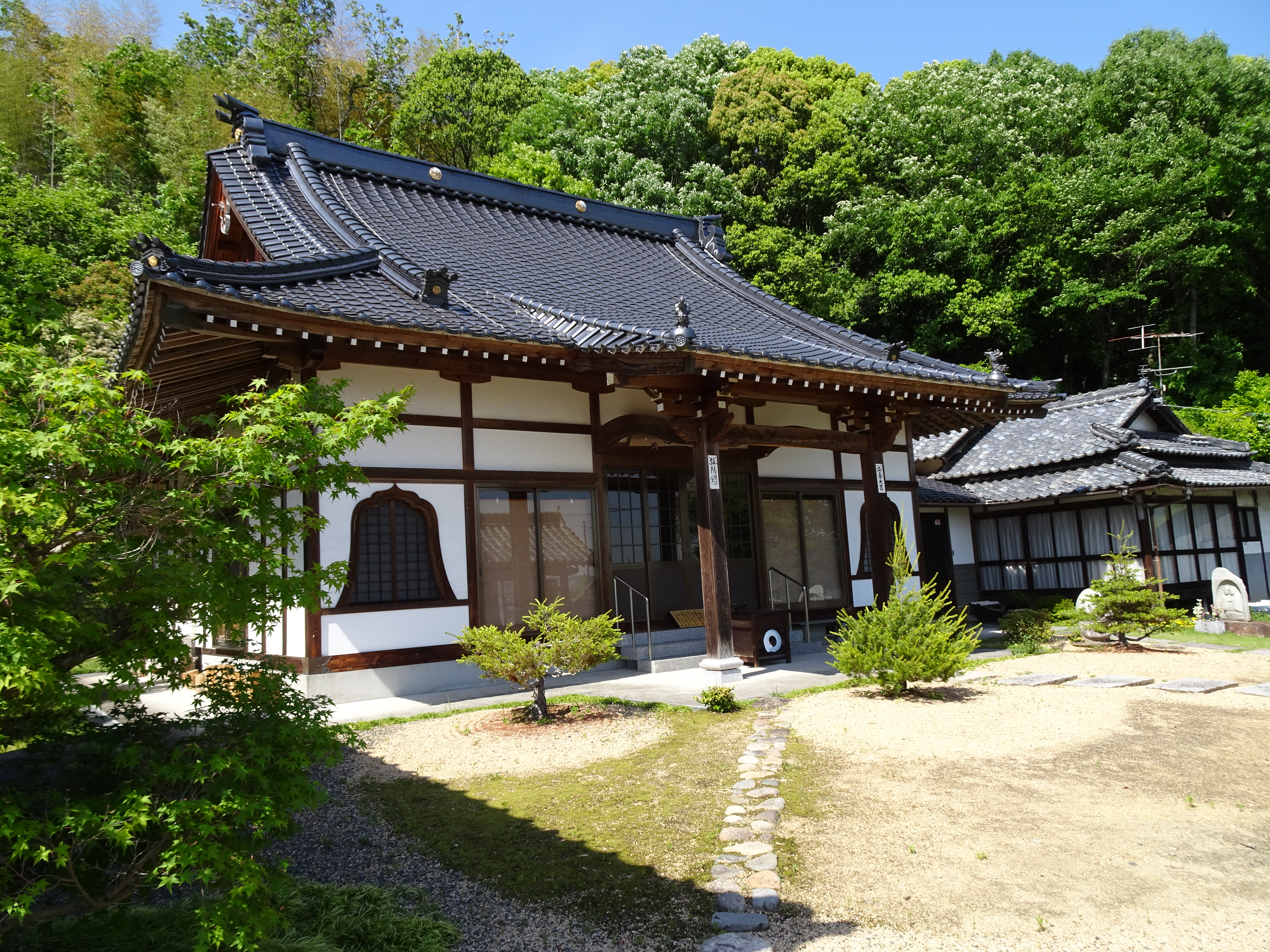
境内
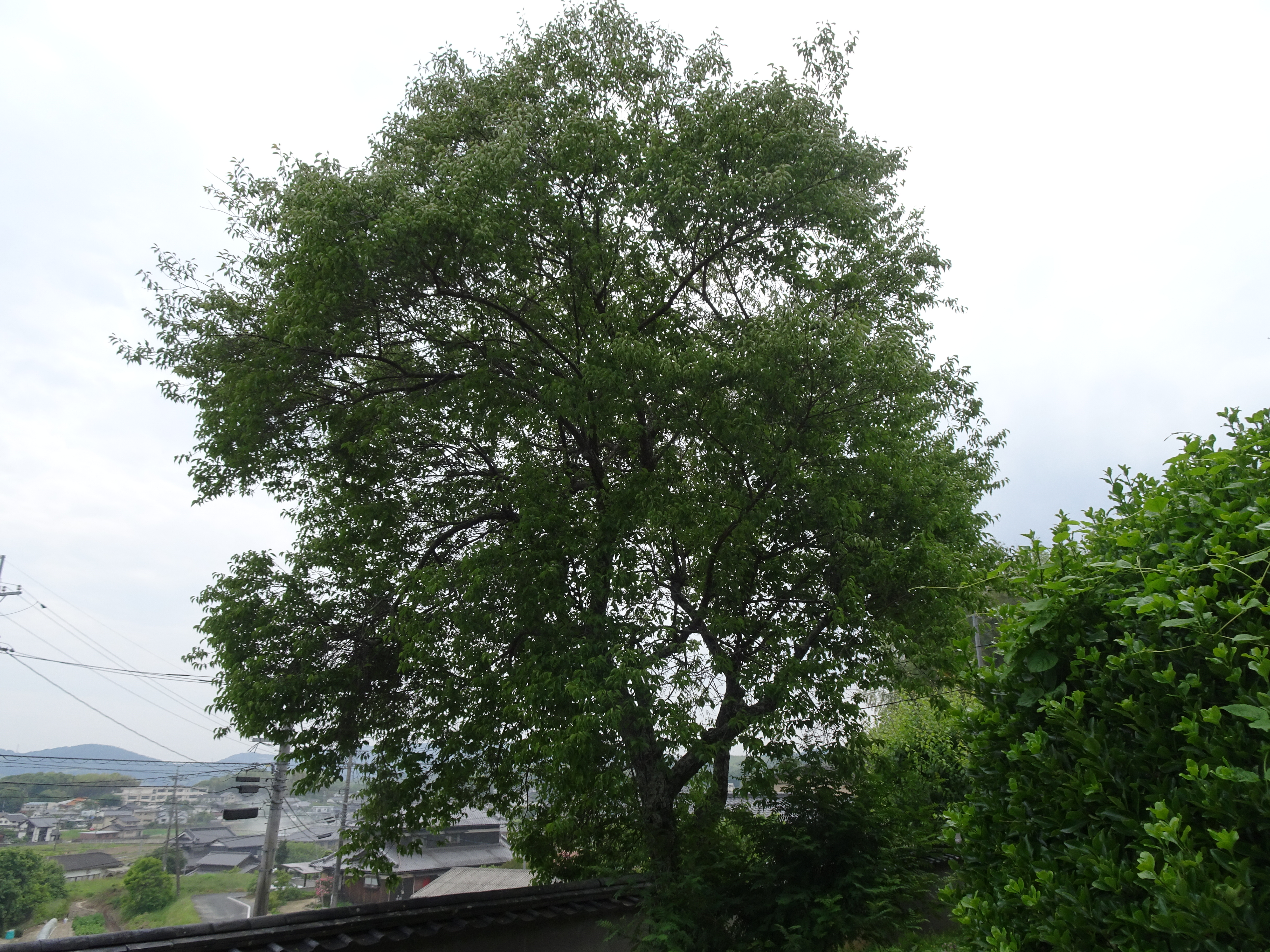
梅の木

### 岡田大池への曲がり角、大池の弁天様
岡田大池
岡田大池は『空蝉処女』の舞台となった池である。大池ふるさと公園の中にあり、同公園内の倉敷市真備ふるさと歴史館の背後に位置する。東岸の中央が橋で弁天島とつながっている。
『本陣殺人事件』においても金田一耕助と久保銀造が炭焼小屋を見つけるくだりに、岡田大池を連想させる記述がある。
濡れ仏
大池の曲がり角に立っている濡れ仏も『空蝉処女』に描かれている。台座に「法界」（ほっかい）と刻まれていることから、「法界地蔵」であることを示している。
大池の弁天様
大池の中の弁天島に建っている祠が大池の弁天様で、岡田藩が1716年（正徳6年）に建立したものである。この祠も『空蝉処女』に描かれている。

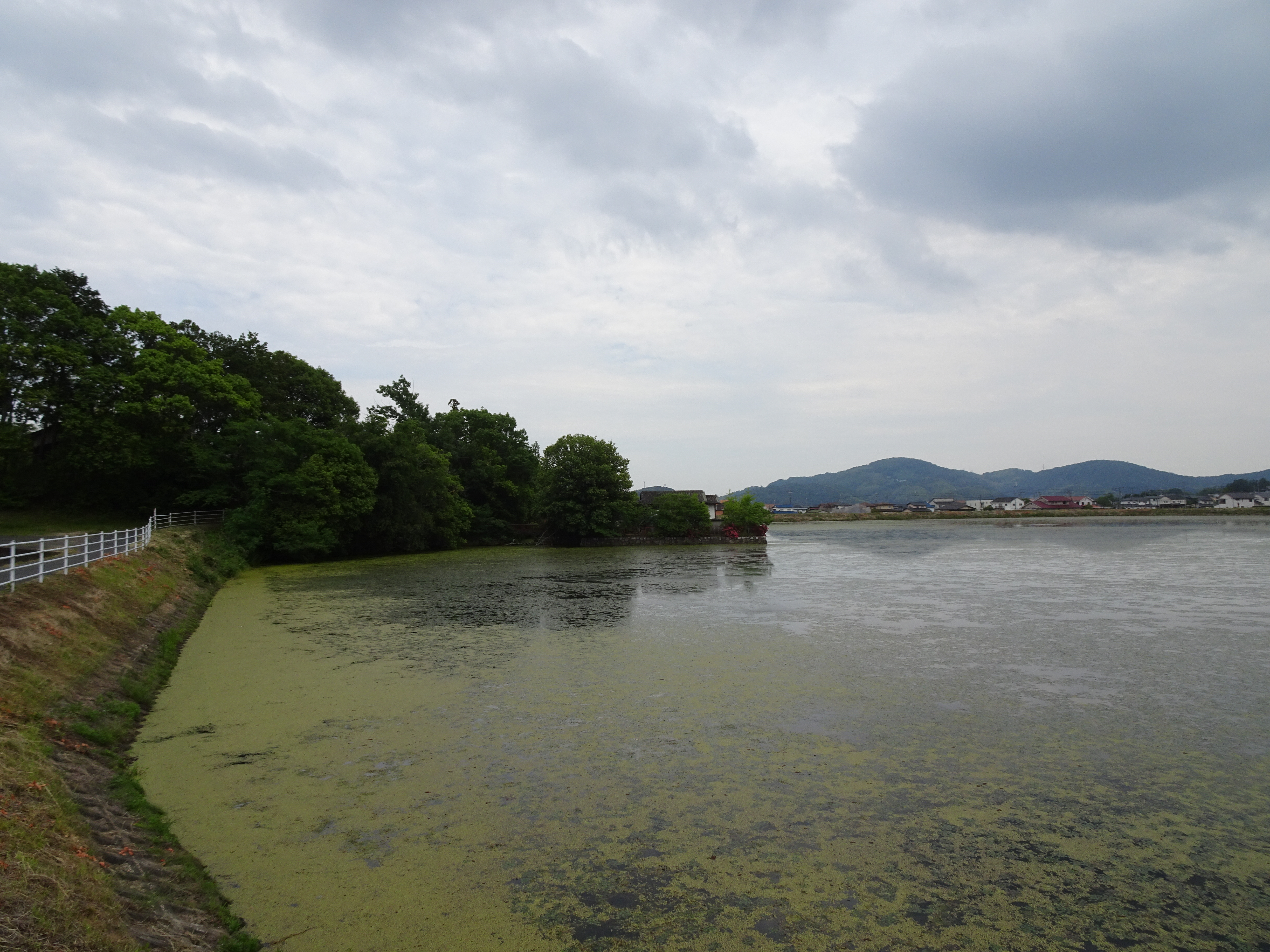
濡れ仏の前で左に見た岡田大池 画面中央が弁天島。
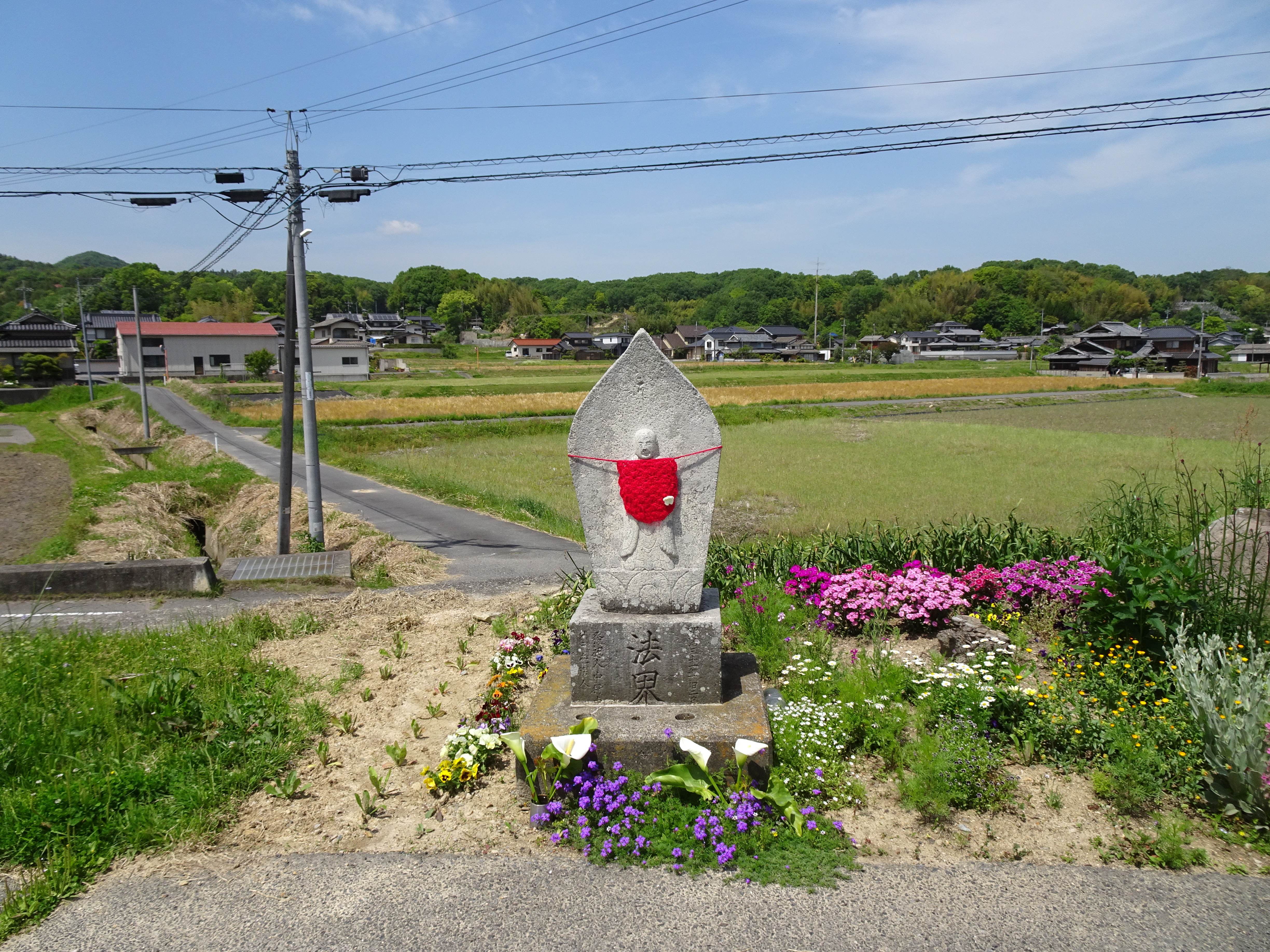
濡れ仏 台座に「法界」と刻まれている。
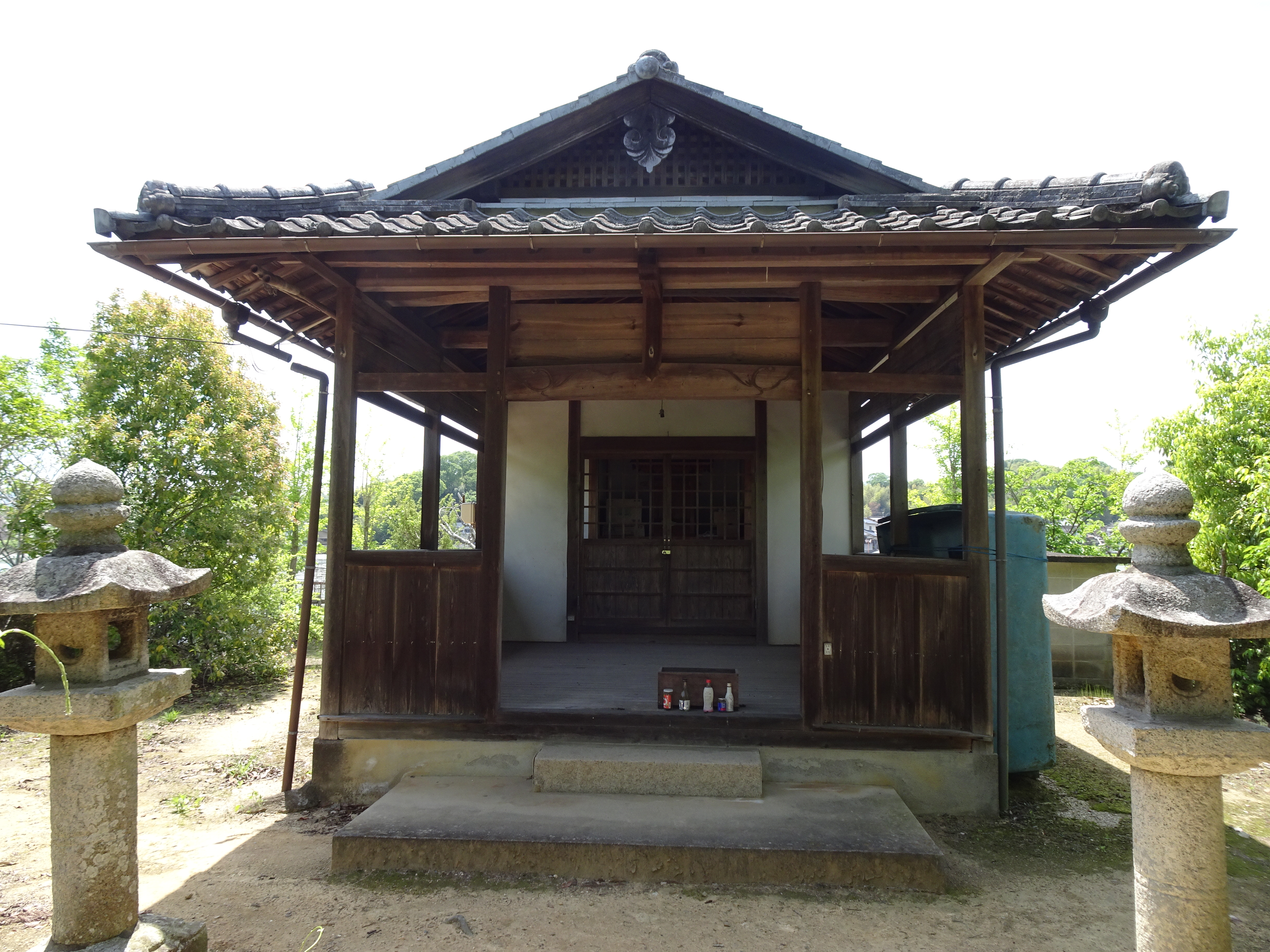
大池の弁天様

### 倉敷市真備ふるさと歴史館
倉敷市真備ふるさと歴史館は、1994年に岡田藩の古文書類の研究と、横溝正史を顕彰する目的で開館された。開館当時の名称は「真備町ふるさと歴史館」であったが、2005年8月1日の真備町の倉敷市への編入合併に伴い、現在の館の名称に変更された。
横溝正史コーナーが設けられ、書斎の一部が再現されているほか、横溝の著書や遺品、直筆の原稿等などが展示されている。
前庭には金田一耕助像が設置されている。

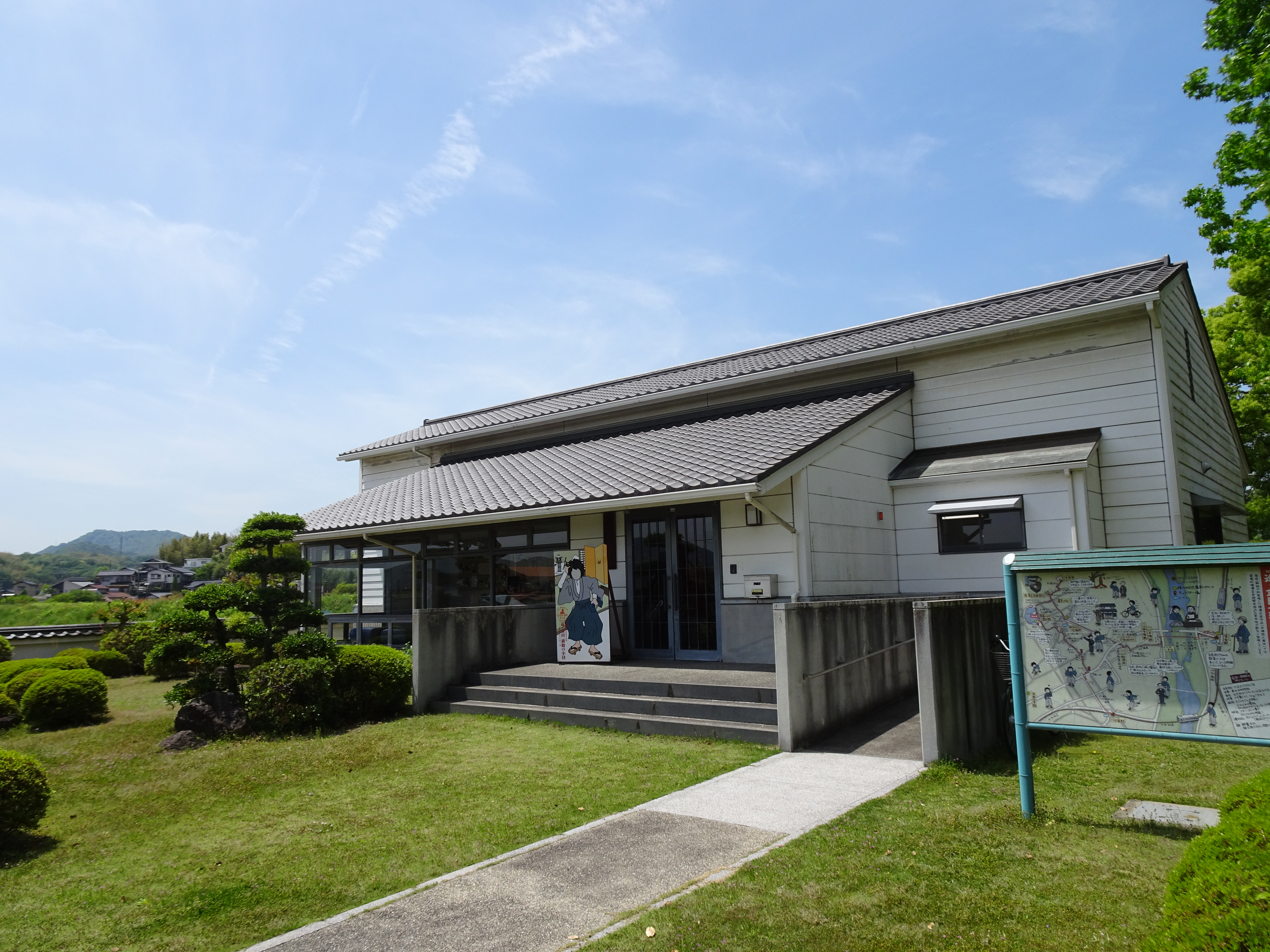
真備ふるさと歴史館
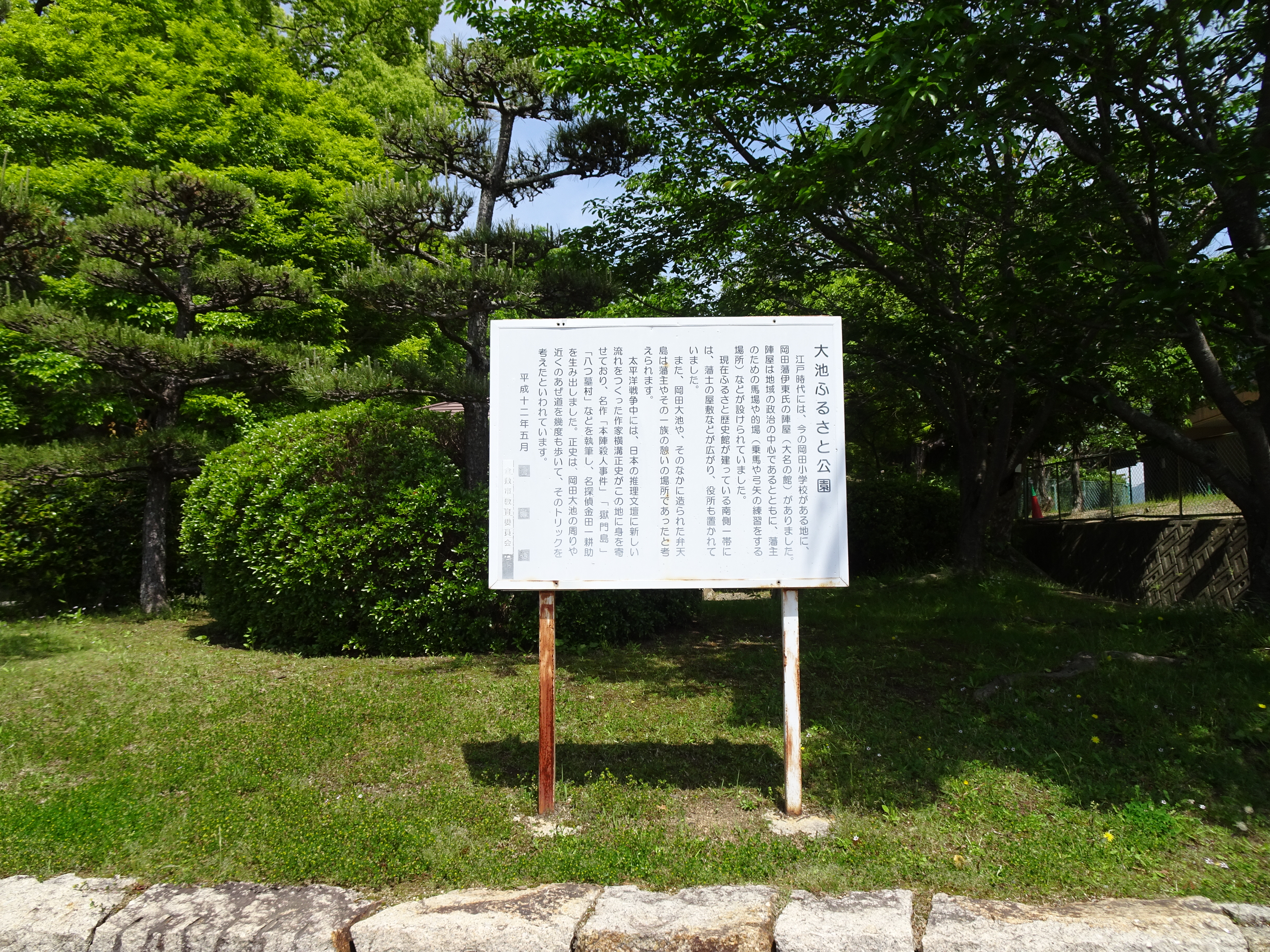
大池ふるさと公園の説明板
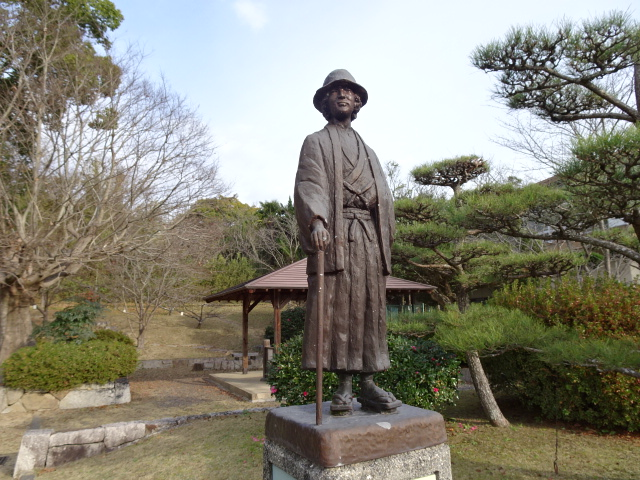
金田一耕助像

### 一柳家のモデル宅跡、水車があった場所

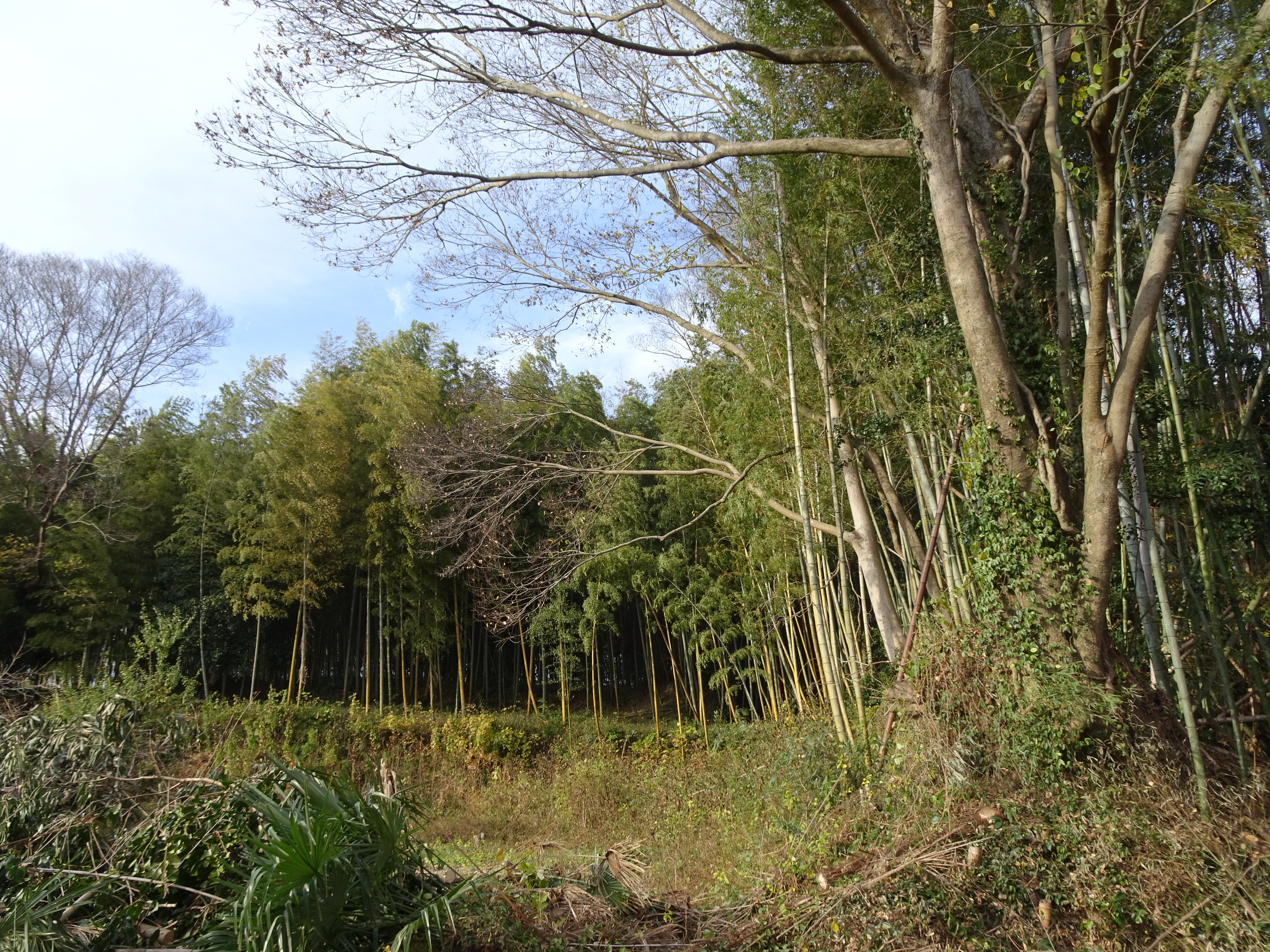
一柳家のモデルとされる邸宅の跡地

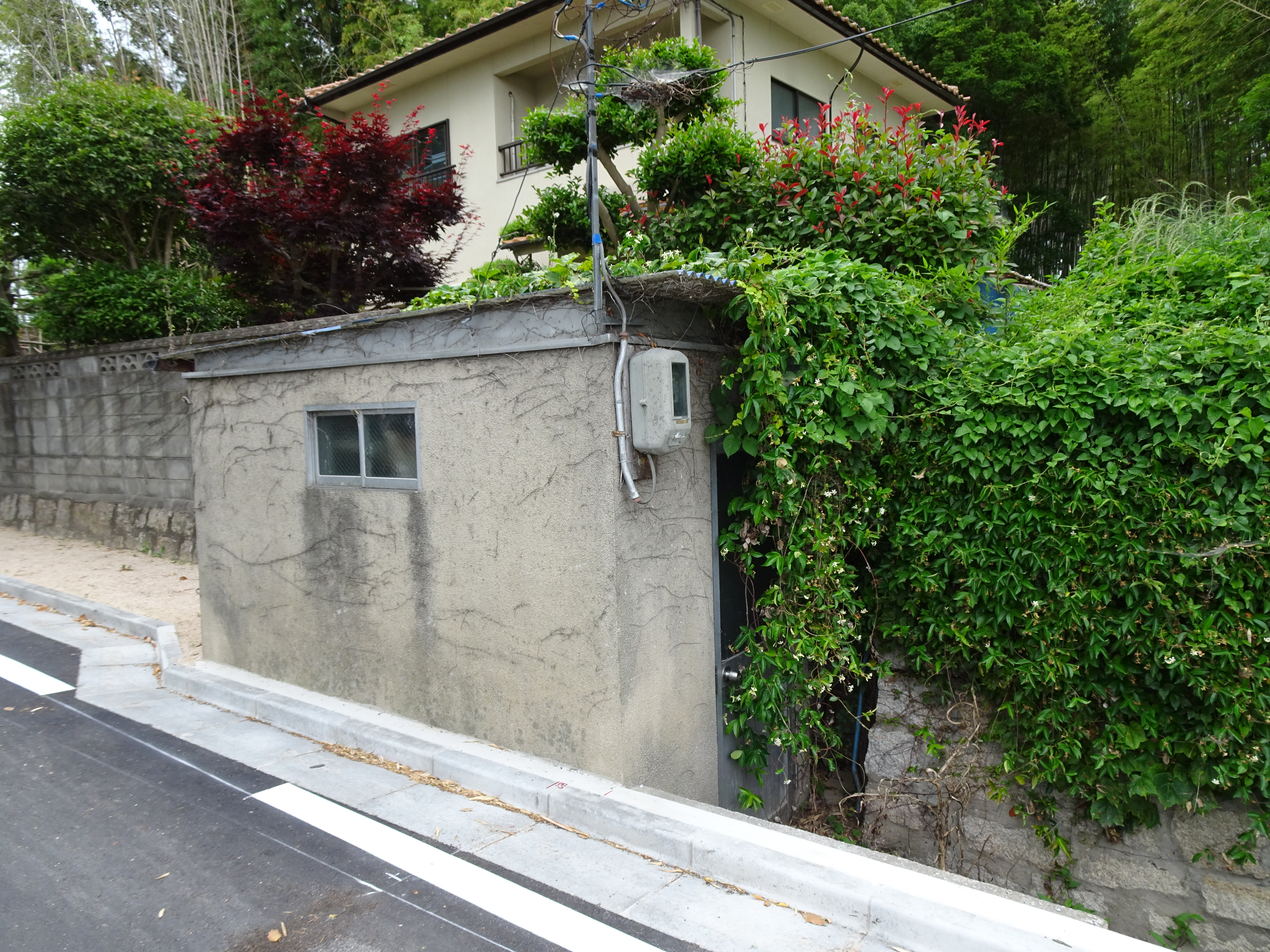
ポンプ小屋
水車跡に建てられている。

一柳家のモデル宅跡
右（上）の画像は 『本陣殺人事件』の舞台となった一柳家のモデルとされる邸宅跡地で、『別冊宝島 僕たちの好きな金田一耕助』の「金田一耕助のふるさと 岡山をゆく」に、「写真の丘にはかつて『本陣』のモデルになった屋敷が存在した」と紹介されている写真と、ほぼ同じ構図で撮影されたものである。
一柳家のモデルとなった旧本陣の末裔について横溝正史は、『金田一耕助のモノローグ』に「私の疎開していた岡田村のすぐ南方に川辺という村があり、そこは昔街道筋に当たっていたとやらでそこに本陣があったが、明治になってから川辺村を引き払い、その子孫の一家が岡田村の山の谷へ移り住んでいた」と記している。
横溝の妻・孝子は一柳家のモデル宅について、岡田村字桜部落（現・真備町岡田）にある横溝正史疎開宅に近い西側に、本家分家がどっしりと棟を並べて村人たちから「大加藤」と呼ばれている加藤家の屋敷の本家で、もとは川辺村で本陣を構えていたが、1893年（明治26年）の高梁川大氾濫で桜部落へ移ったと記している。
水車があった場所
加藤家の水車があった場所にはポンプ小屋が建てられている。

### キャラクター像
「金田一耕助ミステリー遊歩道」には金田一シリーズの「岡山もの」の登場人物のキャラクター像が設置されている。
おりん像
おりん像は『悪魔の手毬唄』の犯人のキャラクター像。2012年9月24日、横溝正史誕生110年を記念して横溝正史像が設置された際に、巴御寮人像とともに設置された。大池の曲がり角の「濡れ仏」より道路側に立っており、作品中の殺人現場「六道の辻」を連想させる。
了然和尚像
了然和尚像は『獄門島』の犯人のキャラクター像。2012年1月8日に開催された、清音駅 - 岡田地区 - 川辺宿駅をめぐる「本陣殺人事件の軌跡を歩こう！」イベントに合わせて除幕式が行われた。岡田地区から川辺地区の間にある休憩所の柳の木の下に立っている。
森美也子像
森美也子像は『八つ墓村』の犯人のキャラクター像。2011年11月26日、横溝正史没後30年を記念したNHK岡山放送局の公開録音の日に除幕式が行われた。国道486号から岡田地区へ向かう道沿いに立っており、像が指をさしている方向に岡田地区があり、川辺宿駅から岡田地区を訪れる人への案内表示をしている。なお、2012年9月下旬に左足首が折られ、2013年2月5日に新調されたが、その際に土台が30センチメートル高くされている。
巴御寮人像
巴御寮人像は『悪霊島』の犯人のキャラクター像。2012年9月24日、横溝正史誕生110年を記念して横溝正史像が設置された際に、おりん像とともに設置された。国道486号から川辺宿駅へ向かう道の丁字路に立っている。

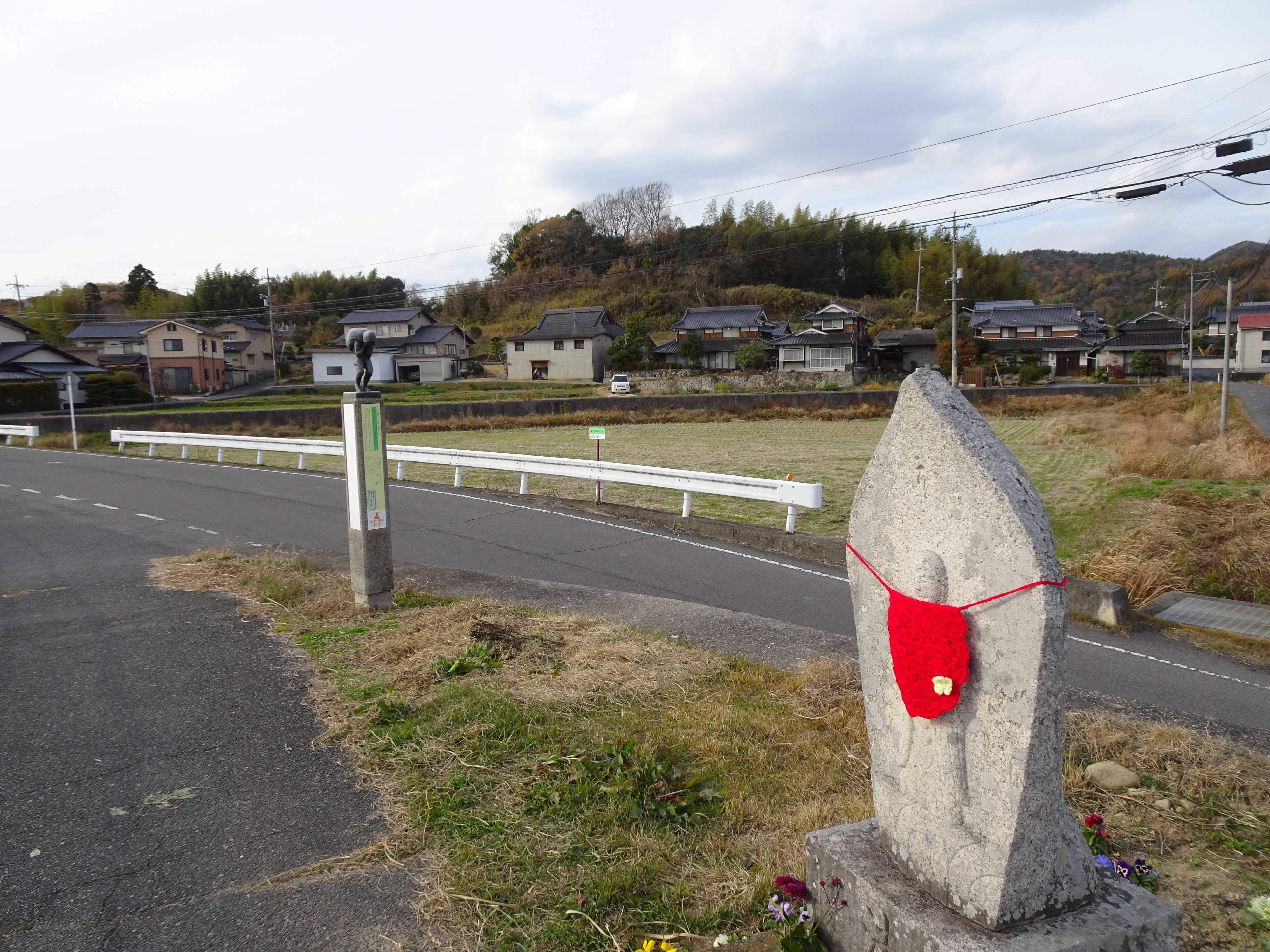
大池の曲がり角 左奥がおりん像、右手前は濡れ仏。
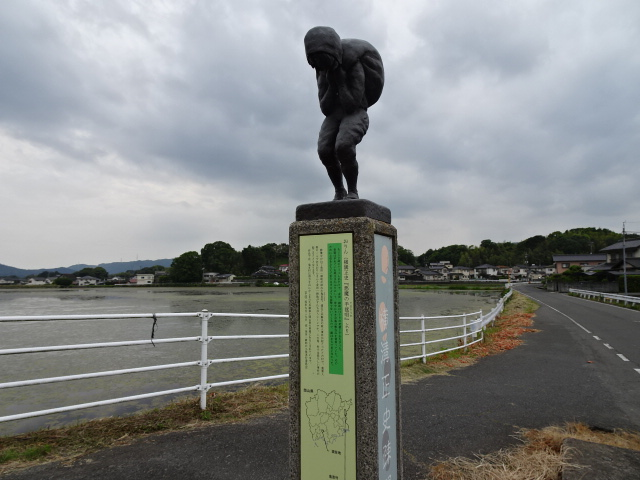
おりん像
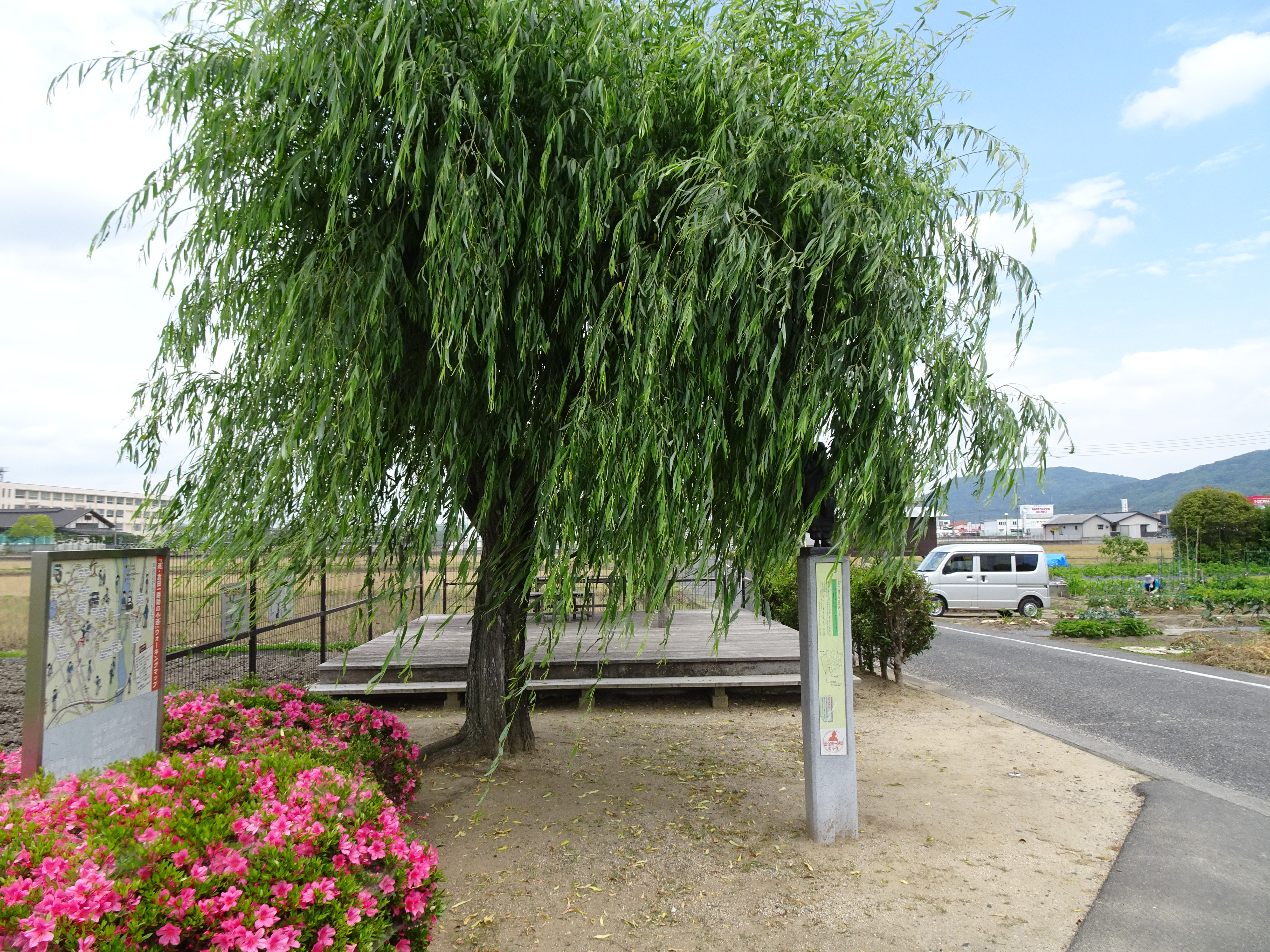
休憩所 柳の木の下に了然和尚像がある。
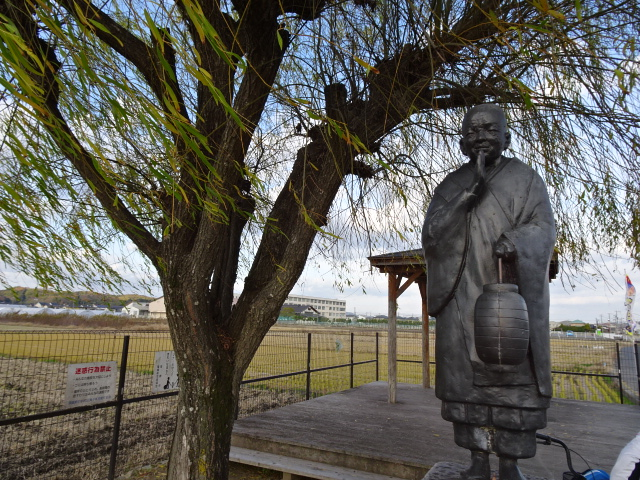
了然和尚像
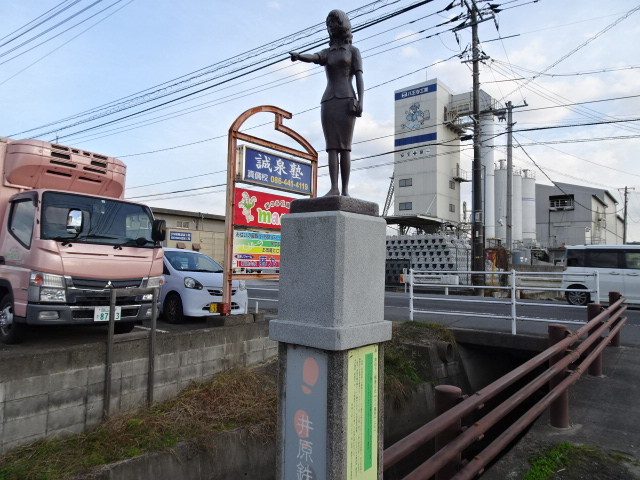
森美也子像 指を差している方向が岡田地区。
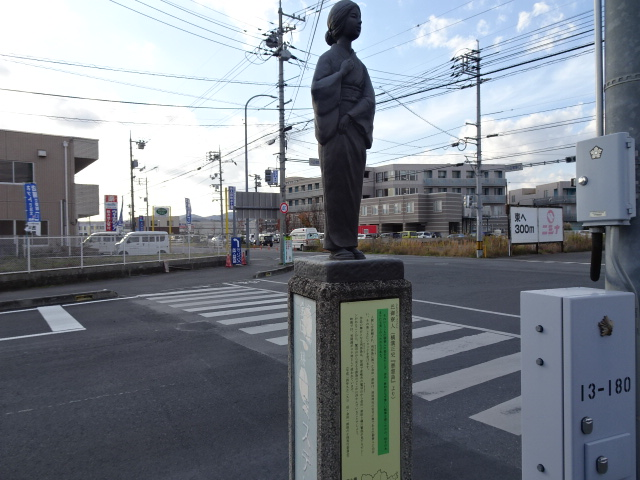
巴御寮人像 国道486号から川辺宿駅へ向かう道の丁字路に設置されている。

### 川辺宿駅

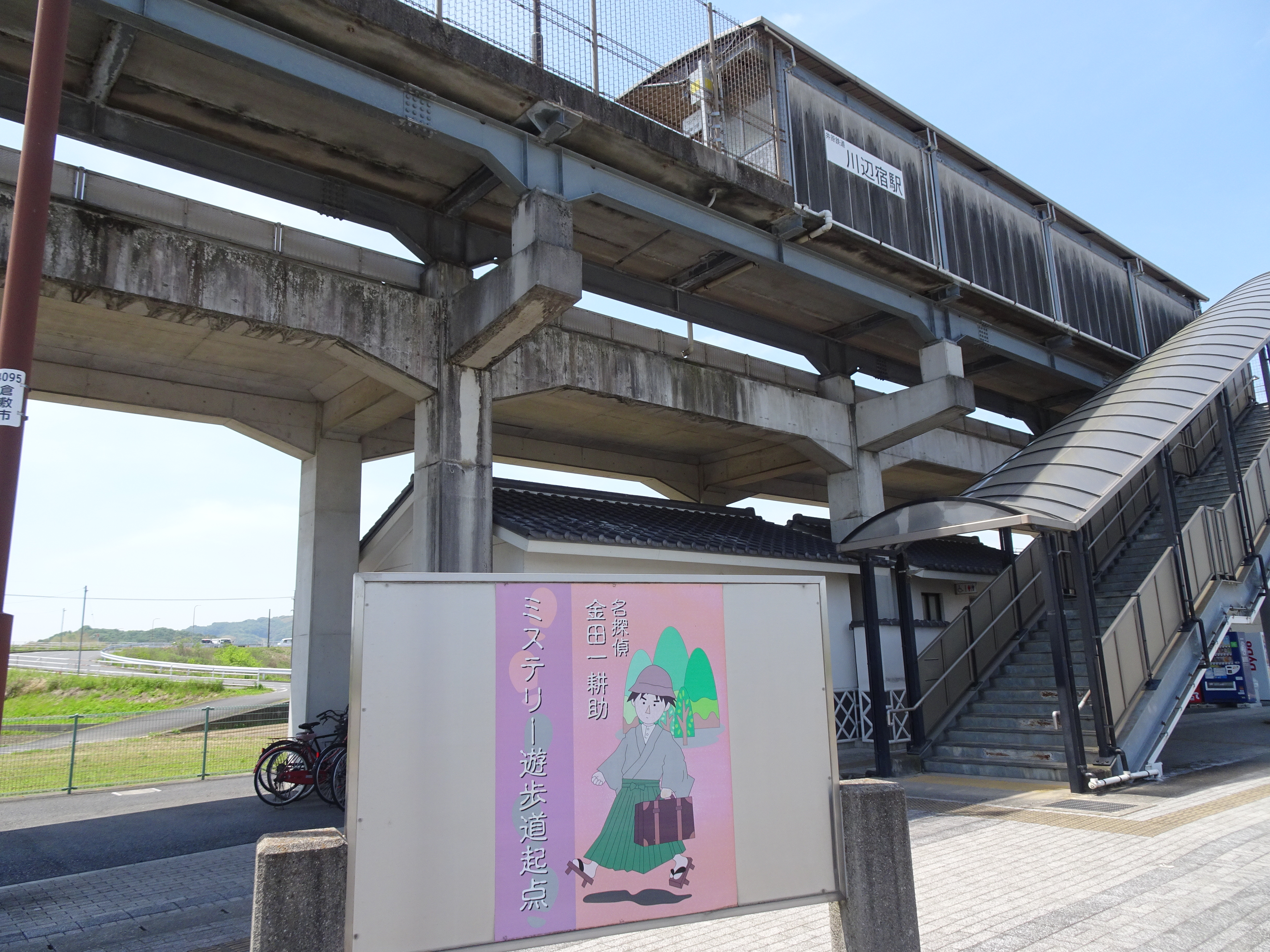
川辺宿駅の地上入口
看板に「ミステリー遊歩道起点」と記されている。

川辺宿駅は井原鉄道井原線の駅である。1999年1月11日に、井原線開業と同時に設置された。
『本陣殺人事件』執筆当時は井原鉄道がなく、清音駅が岡田地区への最寄り駅であったが、現在の最寄り駅は川辺宿駅である。
川辺宿駅から岡田地区へ訪れる人のために、倉敷市に合併される前の真備町が横溝正史生誕100周年にあたる2002年に整備して命名したのが「金田一耕助ミステリー遊歩道」で、川辺宿駅がその出発点となっている。

### 他の施設・史跡
上記のほかにも、横溝正史疎開宅で配付されている「横溝正史疎開宅 - 真備ふるさと歴史館 周辺」マップに、「主な関係作品」と照合する形で記されている施設・史跡がある。

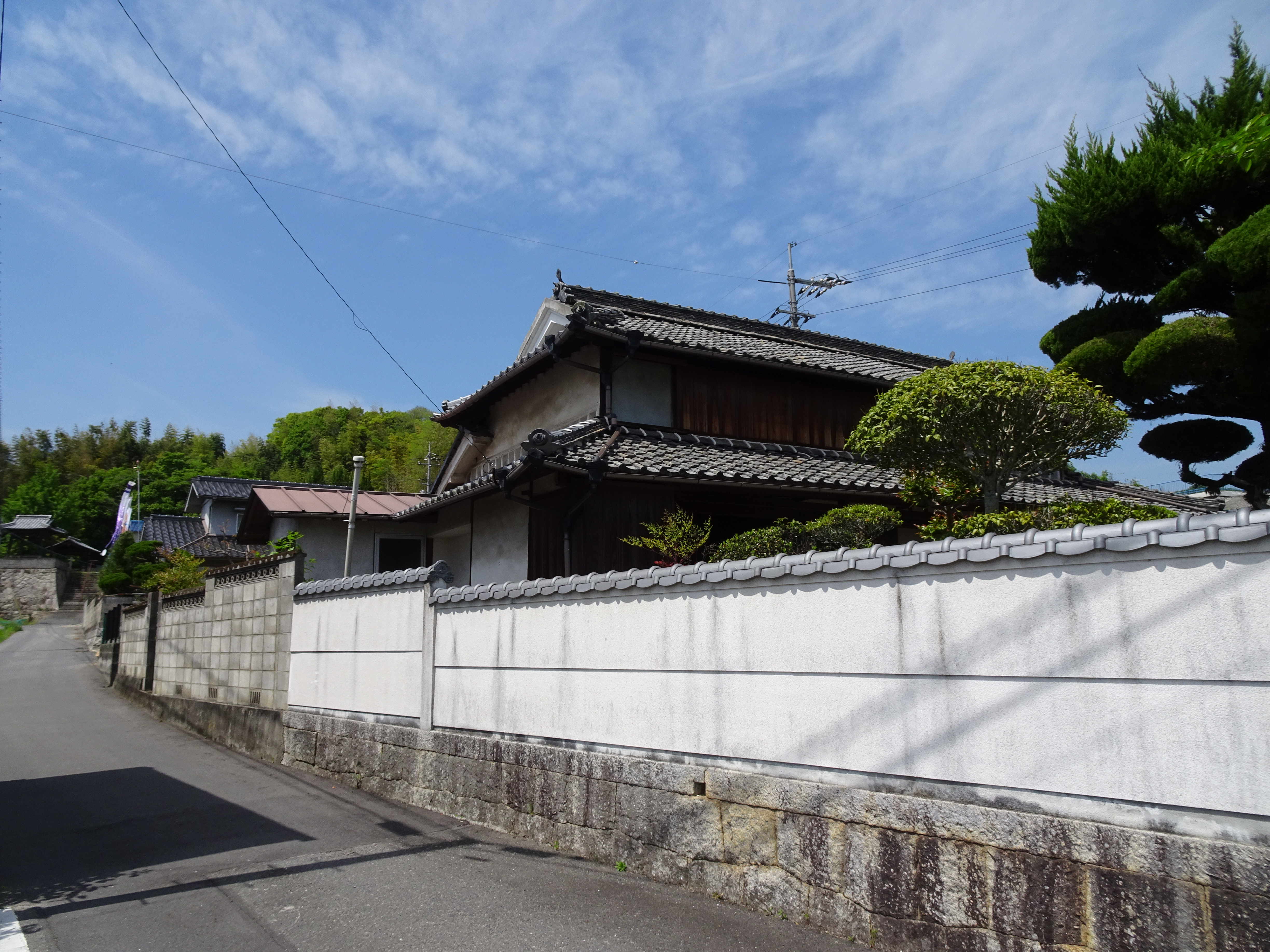
左奥の石段上が金剛寺（桜大師）の鐘楼、右手前の家が横溝正史疎開宅

金剛寺
真言宗御室派の寺院で、横溝正史疎開宅の西側の塀沿いの小道の行き当たりの石段の上に位置している。創建は1817年（文化14年）で、当初の名称は高野峰神峰寺、1872年（明治5年）に社寺堂宇書上げ明細帳に桜大師堂として登録、金剛寺に改称されたのは1931年（昭和6年）である。
通称「桜大師」または「桜のお大師様」で、『悪魔の手毬唄』に登場する「桜のお大師」のモデルとなった寺である。
東薗神社
横溝正史疎開宅から千光寺方面に向かってさらに東方向にある神社。旧岡田村の鎮守社である。秋祭りでは備中神楽が奉納される。
平安時代の荘園「薗荘」が鎌倉時代に「西薗荘」と「東薗荘」に分かれた際に、「西薗荘」は西園神社を鎮守社とし、「東薗荘」は岡田山に鎮座していた御﨑神社を鎮守社とし、西園神社に対し東薗神社と呼ばれるようになった。その後、1701年（元禄14年）に岡田藩5代藩主・伊東長救が藩邸を中村から岡田山に移転する際に、御﨑神社を現在地の岡田村の森部落に遷座させ、本殿を造営したのが現在の東薗神社である。
『神楽太夫』の舞台とされている。東薗神社の秋祭りに恒例で行われる備中神楽の神楽太夫の宿泊・接待役を、桜と森の二つの地区が交替で務めており、『神楽太夫』には「岡田の神楽」「桜部落が神楽の当番に当っている」などの記述がある。
岡田山から移転された鳥居の扁額に「御﨑宮」と記されているのが御﨑神社であったときの名残をとどめ、『横溝正史研究 3』の「横溝正史と桜の人々」には東薗神社を「御崎様ともいう」と記されており、『車井戸はなぜ軋る』の「御崎様」に合致している。ただし、作品の舞台である「K郡K村」のイニシャルは、東薗神社の旧住所「吉備郡岡田村」には合致しない。
岡田更生館跡
岡田更生館は、岡田村に1946年（昭和21年）12月に開所された浮浪者収容施設。ピーク時には収容者が530人に及んだ。戦災孤児であった浮浪児をも収容していた。岡山県吉備寮と改称した後、更生施設としては1955年に廃止。
『泣き虫小僧』で主人公の泣き虫小僧が何度も脱走する「厚生館」のモデルとされている。
なお、『泣き虫小僧』の中では「更生館」ではなく「厚生館」と記載されているが、横溝は『探偵小説五十年』の「田舎者東京を歩かず」でも岡田更生館を「厚生館」と記している。
国司神社（くにしじんじゃ）
東薗神社の属社で、辻田に鎮座する神社。岡田村役場跡（岡田地区公園）から東南へ約300メートルほど先にある。
天正（1573年 - 1592年）年間に領内郡代を務め、用水路の大改修を行った毛利氏家臣の国司隠岐守と、上原用水のために尽力して神として祀られ崇敬されている小原七郎左衛門の合祀により、国司神社と称せられている。
小原七郎左衛門は、岡山藩領の上原村庄屋で、水不足に苦しむ岡田藩領の農民のために上原用水の取水口を拡張・整備し、用水の安定確保を実現したが、無断で他藩領民のために勝手に藩の土地を提供したことを咎められ、1677年（延宝5年）に打ち首に処された。
国司神社は、『首』の舞台である「くにしん様」のモデルとされている。ただし、国司神社の通称は「森神社」で、「くにしん様」には合致しない。
総社市新本には、通称「国司様」（クニシンサマ）と呼ばれる本庄國司神社がある。新本は「新本義民騒動」が起こった地で、横溝は『夜歩く』の中で「新本義民騒動」の「義民四人衆」から「四人衆」を借用し、『神楽太夫』の中でも「途中の新本を過ぎて間もなくの事である」「茸引きに来た新本の百姓の婆さん」のように新本の描写があるなど、なじみのある地である。